# Калининград
Калинингра́д — город в России, административный центр Калининградской области, являющийся самым западным областным центром Российской Федерации. До 4 июля 1946 года город носил название Кёнигсбе́рг (нем. Königsberg), ранее фигурировало название Короле́вец (пол. Królewiec, лит. Karaliaučius, чеш. Královec); до 1255 года — Тва́нгсте (прусск. Twangste, Tuwangste, Twānksta, лит. Tvanksta).
Калининград расположен при впадении реки Преголи в Калининградский залив. Город областного значения, образует городской округ.
Население — 488 690 человек (2025). По сведениям КалининградОблСтата, на 1 января 2022 года в городе проживало 498 260 человек. По утверждениям городских властей, к ним следует добавить ещё от 120 до 180 тыс. жителей области и приезжих из других регионов страны. Калининград — второй по численности населения (первый — Санкт-Петербург, третий — Вологда) город Северо-Западного федерального округа, третий (после Риги и Вильнюса) в Прибалтике и седьмой среди городов побережья Балтийского моря. Калининград входит в шестёрку основных центров внутреннего миграционного притяжения в России за два десятилетия (с 2000-х годов). Город является ядром быстрорастущей Калининградской агломерации с населением до 0,8 млн человек.
Город является крупным транспортным узлом: железные и шоссейные дороги, морской и речной порты, международный аэропорт Храброво. В Калининграде расположен штаб Балтийского флота ВМФ РФ.
В Калининграде расположены музеи (музей Мирового океана, музей янтаря, музей изобразительных искусств, историко-художественный музей, научный морской музей Атлантического НИИ морского рыбного хозяйства и океанографии, гидробиологический музей имени Н. С. Гаевской, музеи фортификации), театры, крупные библиотеки (в частности, фрагменты средневекового книжного собрания — библиотеки Валленродта), один из самых больших и старейших зоопарков в современной России, ботанический сад. В центре города расположен кафедральный собор в стиле кирпичной готики. До 2010 года Калининград имел статус «исторического города». В 2018 году в городе проведены матчи Чемпионата мира по футболу.
До конца Великой Отечественной войны город был столицей немецкой провинции Восточная Пруссия, затем был передан СССР по решению Потсдамской конференции 1945 года вместе с северной частью провинции.

## Этимология
Основан в 1255 году рыцарями Тевтонского ордена как крепость и назван Кёнигсберг (немецкое «королевская гора») в честь чешского короля Пржемысла Отакара II, принимавшего активное участие в походах против балтийского племени пруссов. Соседние народы именовали город на своих языках, на территории Руси до правления Петра I местность была известна под названием Королевец. В 1946 году предполагалось переименовать город в Балтийск, но в связи с кончиной советского партийного и государственного деятеля М. И. Калинина город в память о нём переименовали в Калининград.

## История

### До 1945 года
Город был основан на холме высокого правого берега в нижнем течении реки Преголи на месте прусского городища Твангсте (прусск. Twangste) 1 сентября 1255 года как замок рыцарями великого магистра Тевтонского ордена Поппо фон Остерна и чешским королём Пржемыслом Отакаром II, войска которого пришли на помощь терпевшим поражения от местного населения рыцарям, которые, в свою очередь, были приглашены в Пруссию польским королём для борьбы с язычниками.
Историю города можно разделить на четыре периода: старопрусское поселение, известное как Твангсте до 1255 года; польский город Крулевец с 1454 по 1455 год, а затем поместье Польши с 1456 по 1657 год; немецкий город Кёнигсберг с 1657 по 1945 год; и советско-российский город Кёнигсберг с 1945 года, с 1946 — Калининград, по настоящее время.

### Кёнигсберг во Второй мировой войне
Штурму Кёнигсберга советскими войсками предшествовала двукратная массированная бомбардировка города британской авиацией в августе 1944 года, полностью уничтожившая его срединную часть.
Штурм города Кёнигсберга советскими войсками в ходе Восточно-прусской операции во время второй мировой войны начался 6 апреля 1945 года.
Особой ожесточённостью отличался бой за форт № 5 «Король Фридрих-Вильгельм III», охранявший северо-западные подступы к городу. В ходе штурма Красной армией под командованием маршала Советского Союза А. М. Василевского была впервые применена тактика начала пехотной атаки до окончания артиллерийской подготовки, что позволило избежать огня противника на подходе к укреплениям и застать гарнизон укреплений врасплох. Обратной стороной медали явились значительные потери штурмующих сил от огня собственных войск — продолжающейся артподготовки. В числе прочих, большие потери понесли отборные гвардейские части. Память о них впоследствии была увековечена в монументе «1200 гвардейцам», расположенном в центре города на Гвардейском проспекте. А 9 апреля 1945 года над башней «Дер Дона», где ныне расположен Музей янтаря, было поднято Красное знамя, обозначившее конец немецкой истории города.

Памятник М. И. Калинину на площади Калинина (1959, скульптор Б. В. Едунов)

### Присоединение к СССР
По решению Потсдамской конференции 1945 года северная часть немецкой провинции Восточная Пруссия, вместе со своей столицей Кёнигсбергом, временно была передана СССР. Позднее, при подписании договоров о границах, Кёнигсбергская область была полностью признана владениями Советского Союза. Нерушимость границ была подтверждена Московским договором.
30 сентября 1945 года в городе открыли первый в СССР мемориал в честь победы в войне и в память павшим героям.
Осталось 20 000 из 370 000 немецких жителей, живших в городе до Второй мировой войны. Хотя сразу после войны началась работа по адаптации немцев к новой жизни — выходила газета «Новое время» на немецком языке, организованы школы, где преподавание велось на немецком, — было принято решение о депортации немецкого населения из Калининградской области в Германию, куда почти все они были отправлены к 1947 году. Только некоторые специалисты помогали восстанавливать работу предприятий города и области вплоть до 1948 и даже до 1949 годов, но им не была предоставлена возможность получить советское гражданство, а впоследствии и они были депортированы в Германию, так же как принудительно выселены и с других территорий, потерянных Германией по итогам Второй мировой войны. Вместо них в город были переселены советские граждане.
4 июля 1946 года, после смерти «всесоюзного старосты» М. И. Калинина, в его честь город Кёнигсберг Указом Президиума Верховного Совета СССР был переименован в Калининград, хотя Калинин не имел никакого прямого отношения к этому городу, а на карте страны уже были города Калинин (ныне — Тверь) и Калининград в Московской области (ныне — Королёв).
После войны город стал заселяться быстрыми темпами. В первые послевоенные годы почти полностью разрушенный город активно восстанавливался, в работах по его восстановлению большую роль сыграли военные строители армии и флота. 7 ноября 1946 года было восстановлено трамвайное движение. С 1946 года формирует свои коллекции Областной краеведческий музей (ныне Областной историко-художественный музей). В 1948 году начались занятия в Калининградском государственном педагогическом институте, нескольких техникумах и других учебных заведениях. Своих первых зрителей приняли кинотеатры. В 1958 году из Москвы был переведён Рыбвтуз, преобразованный в Калининградский технический институт рыбной промышленности и хозяйства (сейчас Калининградский государственный технический университет). В 1967 году педагогический институт был реорганизован в Калининградский государственный университет (ныне — Балтийский федеральный университет им. И. Канта). В 1966 году открыто Высшее мореходное училище (до 2012 года — Балтийская государственная академия рыбопромыслового флота).
С 1953 по 1962 год на площади Победы стоял памятник Сталину. В 1973 году ратуша превращена в Дом Советов.
В 1975 году снова пущен троллейбус.
В 1980 в здании бывшей католической церкви Святого Семейства открыт концертный зал.
В 1986 году здание Кройцкирхи передано РПЦ.
Для иностранцев же город был закрыт полностью и, за исключением редких визитов дружбы из соседней Польши, иностранцами практически не посещался.
Старый город не восстанавливался, а руины замка были снесены в конце 1960-х годов, несмотря на протесты архитекторов, историков, краеведов и простых жителей города.

### Современное состояние

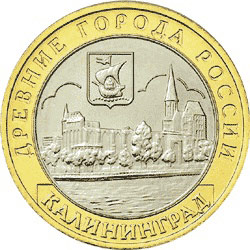
Российская памятная монета достоинством 10 рублей из цикла «Древние города России», посвящённая Калининграду (реверс, 2005 год)

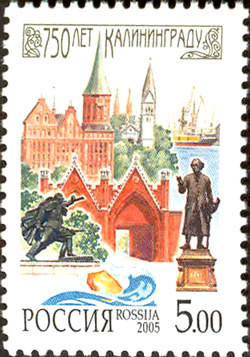
Почтовая марка России к 750-летию Калининграда с изображением памятников культуры города

Изменения 1990-х годов, связанные с распадом СССР, положили начало новому этапу развития Калининградской области. В октябре 1996 года были проведены выборы мэра города, а потом и губернатора Калининградской области, начался подъём общественной жизни.
С 1991 года город открыт для международного сотрудничества с зарубежными странами, в первую очередь с Германией и Польшей, в сфере бизнеса, культуры и образования.
В городе функционирует множество иностранных учреждений, обеспечивающих необходимую городу информационную, административную и визовую поддержку, среди которых:
- Визовые центры Италии, Испании, Мальты, Австрии, Болгарии, Норвегии, Швейцарии, Нидерландов, Чехии, Швеции, Словении и Финляндии[37]
- Отделение посольства Республики Беларусь в России
- Генеральное консульство ФРГ
- Генеральное консульство и визовый центр Республики Польша
- Генеральное консульство Литовской Республики
- Калининградское отделение Генерального консульства Швеции в Санкт-Петербурге
- Канцелярия консульского отдела посольства Латвийской Республики в России
- Почётные консулы Армении, Греции, Дании, Италии, Таджикистана, Франции и Хорватии
- Представительство Торговой палаты Гамбурга в Калининграде
- Бюро советника по координации датских проектов
- Центр немецкой культуры «Немецко-Русский дом»
- Польский культурно-деловой центр

Неоднократно поднимался вопрос о возвращении городу названия Кёнигсберг. В 2009 году за возврат городу исторического имени выступил глава администрации Калининграда Ф. Ф. Лапин. В сентябре 2011 года губернатор Калининградской области Н. Н. Цуканов высказался, что вопрос переименования может быть решён референдумом, но сам он является сторонником нынешнего названия города.
Заметный общественный резонанс имели митинги и пикеты, проводившиеся в городе в 2009—2010 годах.
До 2010 года Калининград имел статус исторического поселения, однако приказом Министерства культуры России от 29 июля 2010 года № 418/339 город был этого статуса лишён, как и сотни других городов.
В 2018 году Калининград стал одним из городов-хозяев чемпионата мира по футболу.

## География
Город расположен на обоих берегах реки Преголи недалеко от её впадения в Калининградский залив Балтийского моря. Рельеф местности равнинный, но северная часть города расположена на более высоком берегу. В городе много гидрографических объектов: пруды Нижний, Верхний (В Верхний пруд впадает два ручья. Голубой ручей (нем. Wirrgraben — Крутые канавы) впадает в пруд в районе парка Юность. Второй ручей — ручей Молодёжный[1] (речка нем. Beydfitter[2]) впадает в пруд в районе улицы Толстого.), Поплавок, озеро Лесное, цепь бывших карьеров у посёлка имени Александра Космодемьянского (Свалка, озеро Белое), пруд Летний, пруды в Южном парке, на Гвардейском проспекте и другие; множество ручьёв. Из Верхнего пруда вытекает Парковый ручей, который является притоком Преголи. Часть воды Верхнего пруда через каскад перетекает в Нижний пруд.

### Географическое положение
| С-З | Мальмё ~ 486 км Копенгаген ~ 513 км Гётеборг ~ 623 км Осло ~ 792 км Берген ~ 1099 км | Клайпеда ~ 119 км Лиепая ~ 228 км Вентспилс ~ 304 км Стокгольм ~ 535 км Турку ~ 646 км | Рига ~ 390 км Таллин ~ 583 км Псков ~ 593 км Хельсинки ~ 658 км Санкт-Петербург ~ 797 км | С-В |
| З   | Гданьск ~ 125 км Щецин ~ 412 км Росток ~ 540 км Киль ~ 760 км Гамбург ~ 850 км       | Роза ветров                                                                            | Каунас ~ 219 км Вильнюс ~ 309 км Минск ~ 467 км Смоленск ~ 800 км Москва ~ 1289 км       | В   |
| Ю-З | Берлин ~ 527 км Дрезден ~ 554 км Прага ~ 659 км Вена ~ 803 км Будапешт ~ 814 км      | Ольштын ~ 103 км Варшава ~ 275 км Лодзь ~ 335 км Львов ~ 592 км Краков ~ 609 км        | Гродно ~ 244 км Белосток ~ 297 км Брест ~ 359 км Киев ~ 845 км Харьков ~ 1196 км         | Ю-В |

### Часовой пояс
Калининград находится в часовой зоне МСК−1. Смещение применяемого времени относительно UTC составляет +2:00.
В соответствии с применяемым временем и географической долготой средний солнечный полдень в Калининграде наступает в 12:38.

### Климат
Климат города переходный от морского к континентальному. По классификации климатов Кёппена — Dfb. Благодаря влиянию Гольфстрима зима теплее, чем в материковых районах Евразии. Как правило, весна наступает раньше, а осень несколько медленнее, чем в материковых районах на той же широте. Весенний сезон в Калининграде затяжной и обычно наступает в конце февраля—начале марта, когда среднесуточная температура начинает регулярно превышать 0 °C. Из-за близости к Атлантическому океану лето в Калининграде умеренно-прохладное и наступает, в среднем, 11 июня. Климатическая осень приходит в первых числах сентября и по срокам совпадает с календарной. Она также носит затяжной характер. В середине декабря среднесуточная температура падает ниже 0 °C, осень заканчивается, и наступает мягкая прибалтийская зима.
- Среднегодовая температура +7,9 °C, но в последние годы наблюдается устойчивая тенденция в сторону её увеличения, и в 2001—2018 годы она составила уже +8,6 °С[45].
- Среднегодовая скорость ветра 2,2 м/с
- Среднегодовая влажность воздуха 79 %

| Показатель                    | Янв.  | Фев.  | Март  | Апр. | Май  | Июнь | Июль | Авг. | Сен. | Окт.  | Нояб. | Дек.  | Год   |
| ----------------------------- | ----- | ----- | ----- | ---- | ---- | ---- | ---- | ---- | ---- | ----- | ----- | ----- | ----- |
| Абсолютный максимум, °C       | 12,7  | 16,9  | 23,0  | 28,5 | 30,6 | 34,0 | 36,3 | 36,5 | 33,8 | 26,4  | 19,4  | 13,3  | 36,5  |
| Средний суточный максимум, °C | 1,1   | 2,1   | 6,1   | 13,1 | 18,2 | 21,3 | 23,5 | 23,3 | 18,4 | 12,2  | 6,2   | 2,6   | 12,3  |
| Средняя температура, °C       | −1,2  | −0,6  | 2,4   | 7,9  | 12,7 | 16,1 | 18,5 | 18,1 | 13,5 | 8,4   | 3,9   | 0,4   | 8,3   |
| Средний суточный минимум, °C  | −3,5  | −3    | −0,8  | 3,4  | 7,5  | 11,3 | 13,9 | 13,3 | 9,4  | 5,2   | 1,7   | −1,8  | 4,7   |
| Абсолютный минимум, °C        | −32,2 | −33,3 | −21,7 | −5,8 | −3,1 | 0,7  | 4,5  | 1,6  | −2   | −11,1 | −18,7 | −25,6 | −33,3 |
| Норма осадков, мм             | 68    | 54    | 49    | 38   | 52   | 69   | 91   | 91   | 73   | 86    | 76    | 69    | 816   |
| Источник: Погода и климат     |       |       |       |      |      |      |      |      |      |       |       |       |       |

## Экологическая обстановка
Область занимает 70-е место (из 85 субъектов РФ) в Экологическом рейтинге Российской Федерации в 2020 году.
После окончания Второй Мировой войны на оккупированной территории Германии было обнаружено 296103 т. химического оружия. На Потсдамской мирной конференции стран антигитлеровской коалиции в 1945 г. было принято решение о его уничтожении. В результате, в Балтийское море, его заливы и проливы было сброшено 267,5 тысяч тонн бомб, снарядов, мин и контейнеров, в которых содержалось 50-55 тысяч тонн боевых отравляющих веществ 14 видов, принадлежавших Вермахту. Захоронение боевых отравляющих веществ в Балтике значительно ухудшает экологическое состояние среды. Начинкой сотен тысяч мин, снарядов, авиационных бомб, контейнеров и бочек являются 14 видов отравляющих веществ (ОВ), в том числе иприт, люизит, дифосген, фосген, адамсит, сверхтоксичный табун, зарин и другие.

## Население
| 1897     | 1956     | 1959     | 1962     | 1967     | 1970     | 1975     | 1976     | 1979     | 1982     | 1985     | 1986     |
| -------- | -------- | -------- | -------- | -------- | -------- | -------- | -------- | -------- | -------- | -------- | -------- |
| 162 000  | ↗188 000 | ↗203 570 | ↗232 000 | ↗270 000 | ↗296 962 | ↗338 000 | →338 000 | ↗354 788 | ↗370 000 | ↗388 000 | ↘386 000 |
| 1987     | 1989     | 1990     | 1991     | 1992     | 1993     | 1994     | 1995     | 1996     | 1997     | 1998     | 1999     |
| ↗394 000 | ↗401 280 | ↗405 000 | ↗408 000 | ↗411 000 | ↗413 000 | ↗415 000 | ↗419 000 | ↗421 000 | ↗424 000 | ↗426 000 | ↗427 200 |
| 2000     | 2001     | 2002     | 2003     | 2004     | 2005     | 2006     | 2007     | 2008     | 2009     | 2010     | 2011     |
| ↘424 400 | ↘421 000 | ↗430 003 | ↘430 000 | ↘427 800 | ↘425 600 | ↘423 700 | ↘422 300 | ↘421 700 | ↘420 480 | ↗431 902 | ↘431 500 |
| 2012     | 2013     | 2014     | 2015     | 2016     | 2017     | 2018     | 2019     | 2020     | 2021     | 2023     | 2024     |
| ↗433 532 | ↗441 376 | ↗448 548 | ↗453 461 | ↗459 560 | ↗467 289 | ↗475 056 | ↗482 443 | ↗489 359 | ↗490 449 | ↘489 735 | ↘489 584 |
| 2025     |          |          |          |          |          |          |          |          |          |          |          |
| ↘488 690 |          |          |          |          |          |          |          |          |          |          |          |

На 1 января 2025 года по численности населения город находился на 38-м месте из 1124 городов Российской Федерации.
Национальный состав
По переписи 2010 года:
| \| Народ \| Численность, чел. \| % от указавших нац. \| \| --------------------- \| ----------------- \| ------------------- \| \| Русские \| 351 186 \| 87,4 % \| \| Украинцы \| 16 053 \| 4,0 % \| \| Белорусы \| 15 077 \| 3,7 % \| \| Армяне \| 3062 \| 0,8 % \| \| Татары \| 2075 \| 0,5 % \| \| Литовцы \| 1789 \| 0,4 % \| \| Немцы \| 1676 \| 0,4 % \| \| Поляки \| 1114 \| 0,3 % \| \| Другие национальности \| 10 041 \| 2,5 % \| \| Всего \| 401 649 \| 100,0 % \| По состоянию на 1989 год в Калининграде проживало 78,5 % русских, 8,7 % белорусов, 8,3 % украинцев, а также 4,5 % представителей других национальностей. Значительное снижение доли белорусов и украинцев, а также увеличение числа русских, связано, в первую очередь со сменой этнической идентичности в пользу русской у представителей двух других славянских народов, при этом выезд их в «свои» страны если и имел место, то не в значительных масштабах. |                   |                     |
| Народ | Численность, чел. | % от указавших нац. |
| Русские | 351 186           | 87,4 %              |
| Украинцы | 16 053            | 4,0 %               |
| Белорусы | 15 077            | 3,7 %               |
| Армяне | 3062              | 0,8 %               |
| Татары | 2075              | 0,5 %               |
| Литовцы | 1789              | 0,4 %               |
| Немцы | 1676              | 0,4 %               |
| Поляки | 1114              | 0,3 %               |
| Другие национальности | 10 041            | 2,5 %               |
| Всего | 401 649           | 100,0 %             |

По итогам переписи населения 2020 года проживали следующие национальности (национальности менее 0,1 % и другое, см. в сноске к строке «Другие»):
| Национальность | Численность, чел. | Доля     |
| -------------- | ----------------- | -------- |
| Русские        | 354 420           | 72,26 %  |
| Украинцы       | 6259              | 1,28 %   |
| Белорусы       | 5179              | 1,06 %   |
| Армяне         | 2850              | 0,58 %   |
| Узбеки         | 1645              | 0,34 %   |
| Татары         | 1598              | 0,33 %   |
| Немцы          | 1368              | 0,28 %   |
| Азербайджанцы  | 1072              | 0,22 %   |
| Литовцы        | 685               | 0,14 %   |
| Поляки         | 621               | 0,13 %   |
| Таджики        | 573               | 0,12 %   |
| Евреи          | 496               | 0,10 %   |
| Другие         | 113 683           | 23,16 %  |
| Итого          | 490 449           | 100,00 % |

## Административное деление

Город областного значения на карте Калининградской области

Город областного значения делится на три внутригородских административных района: Ленинградский, Московский и Центральный.

## Органы власти

### Местное самоуправление

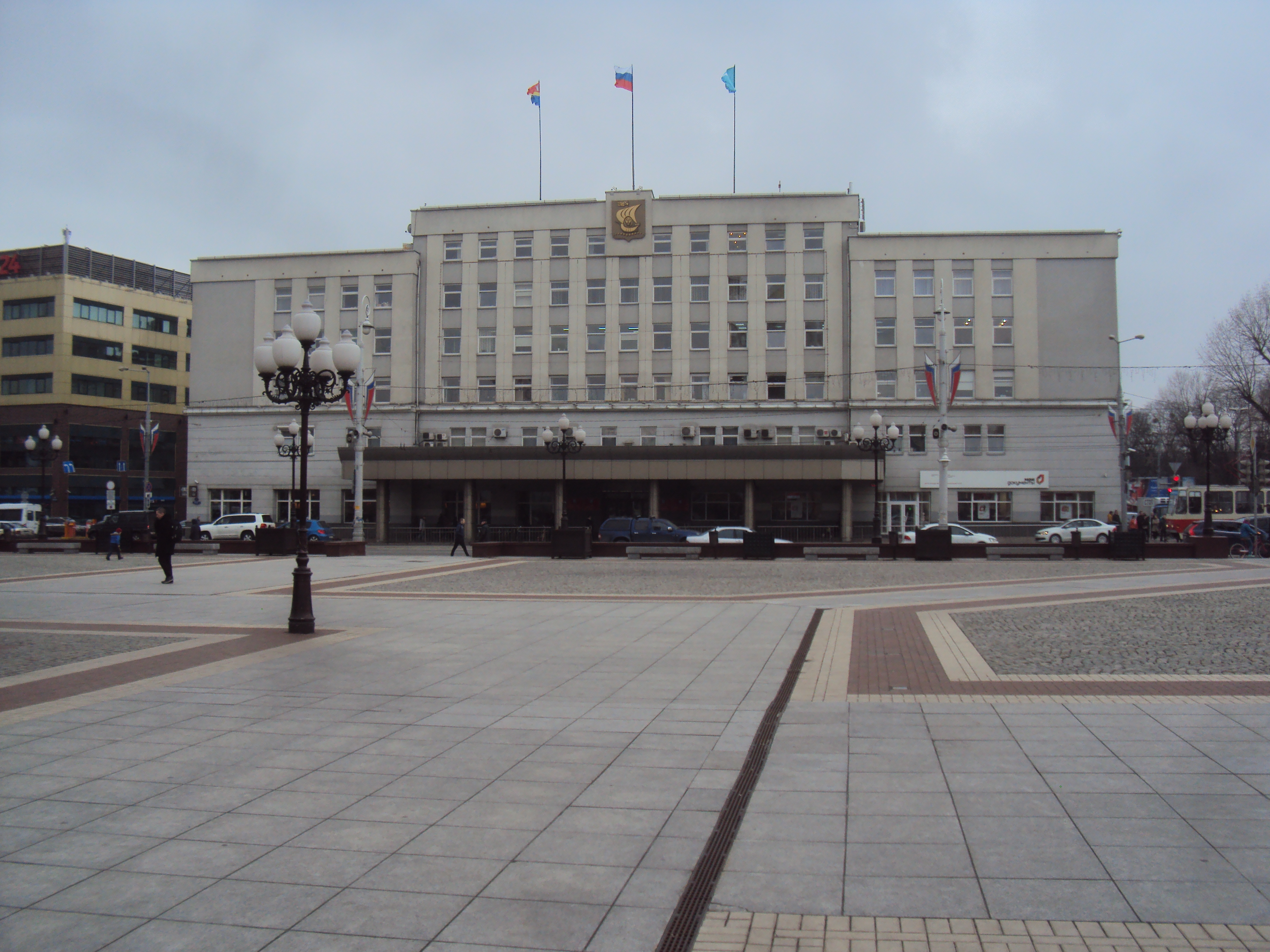
Здание мэрии Калининграда на Площади Победы

Местное самоуправление в городе осуществляется на основании Устава, который был принят городским Советом депутатов Калининграда 12 июля 2007 года.
Органами и должностными лицами местного самоуправления в городе (формально — в городском округе) Калининград являются:
- Совет депутатов (представительный орган муниципального образования)
- глава (высшее должностное лицо)
- администрация (исполнительно-распорядительный орган муниципального образования)
- контрольно-счётная палата

Городской Совет депутатов состоит из 27 депутатов, избираемых жителями города на муниципальных выборах по мажоритарной системе распределения мандатов сроком на 5 лет. Председатель Совета избирается депутатами из своего состава. Действующий 7-й созыв избран 19 сентября 2021 года. Председатель Совета — Евгений Любивый («Единая Россия»).
Глава города возглавляет администрацию городского округа. Избирается городским Советом депутатов из числа кандидатов, представленных конкурсной комиссией по результатам конкурса, на срок полномочий городского Совета депутатов. C 23 октября 2020 года глава города — Елена Дятлова.
Администрация Калининграда и Совет депутатов размещаются в здании мэрии по адресу: Площадь Победы, 1.
С 1996 по 2007 год в Калининграде действовал Устав города Калининграда от 25 сентября 1996 года, в соответствии с которым органами местного самоуправления являлись:
- глава города (мэр) — высшее должностное лицо города;
- мэрия (исполнительно-распорядительный орган);
- городской Совет депутатов (представительный орган).

В 2007 году вследствие реформы местного самоуправления были изменены функции органов местного самоуправления, а также введена новая должность — глава администрации.
В 2008—2012 годах органом местного самоуправления, осуществляющим исполнительно-распорядительные функции, являлась администрация городского округа, возглавляемая главой администрации (сити-менеджером). Глава администрации назначался на должность решением окружного Совета депутатов по итогам конкурса. 14 мая 2008 года сроком на 2 года на эту должность был назначен Ф. Ф. Лапин. 15 июня 2011 года депутаты окружного Совета Калининграда утвердили на должность главы городской администрации С. Б. Мухомор (в настоящее время она является первым заместителем главы администрации города).
В ноябре 2016 года Калининградская областная дума приняла закон об отмене прямых выборов мэра Калининграда. Выборы заменили процедурой отбора кандидатов конкурсной комиссией из которых городской Совет депутатов выбирает одного путём тайного голосования. В 2018 году из десяти человек, подавших документы для участия в конкурсе, к конкурсу были допущены лишь трое.

### Областные

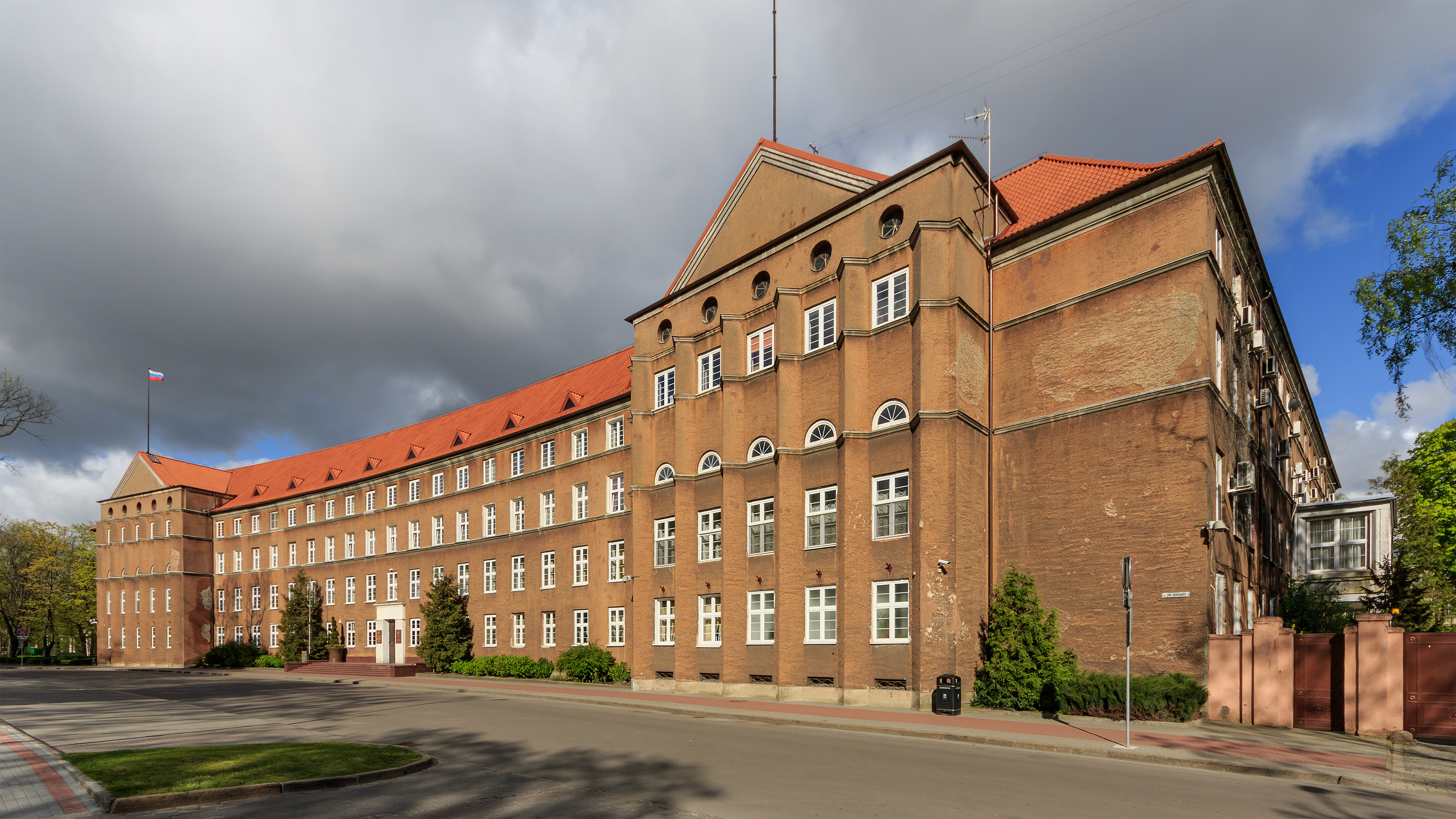
Здание Правительства и администрации губернатора области.

В Калининграде находятся все законодательные, исполнительные и судебные органы власти области. Правительство Калининградской области и администрация губернатора расположены в одном здании на улице Дмитрия Донского, Калининградская областная дума — на улице Кирова, Калининградский областной суд — на улице Сергеева, Арбитражный суд Калининградской области — на улице Рокоссовского.

### Федеральные
В Калининграде находятся представительства федеральных органов власти на территории области:
- прокуратура Калининградской области;
- следственное управление Следственного комитета РФ;
- управление Министерства Внутренних Дел по Калининградской области;
- МЧС России;
- Военный комиссариат;
- Калининградская областная таможня Федеральной таможенной службы;
- отделение пенсионного фонда;
- управление федеральной почтовой связи — филиал ФГУП «Почта России»;
- региональное отделение Фонда социального страхования.

## Экономика

### Промышленность
После распада СССР город испытал на себе общий для всей России экономический кризис, затянувшийся из-за ослабленного состояния производственной сферы, а также удалённого полуэксклавного положения Калининградской области. Вступление в силу Федерального закона об Особой экономической зоне смягчило экономический кризис, но полностью ликвидировать его не смогло.
Примерно с 1999 года можно говорить о небольшом экономическом подъёме Калининградской области, вызванном общим ростом экономической стабильности в России в целом, а также ростом международных инвестиций и выгодным геополитическим положением региона. Восстановлено производство на важных предприятиях области — вагоностроительном заводе (1998), судостроительном заводе «Янтарь» (бывшая судоверфь «Шихау»), Калининградгазавтоматика (КГА). В области созданы принципиально новые для региона производства. Например, в Калининграде появилось автомобилестроительное предприятие «Автотор» (1996), собирающее автомобили по лицензиям концернов БМВ (Германия), КИА (Корея), «Дженерал моторс» (США).
Калининград входит в число 25 крупнейших промышленных центров России. Был признан лучшим городом России в 2012, 2013 и 2014 годах согласно рейтингу журнала «Коммерсантъ Секрет Фирмы»; самый красивый город страны по версии «РБК». Лучший город России для бизнеса согласно рейтингу журнала Forbes 2013 г. По опубликованному в 2019 году первому индексу качества городской среды Министерства строительства и ЖКХ РФ занял пятое место в категории крупных городов в России.
Растёт грузооборот железной дороги, морских торгового и рыбного портов. Нефтяные терминалы, расположенные в акватории морского канала, обеспечивают экспорт из России в страны Западной Европы и Скандинавии более 2 млн тонн нефтепродуктов в год.

### Туризм
Туристическая отрасль играет важную роль в экономике города и области. В Калининграде к середине 2018 года было 109 отелей и гостиниц разных категорий, 13 из которых четырёхзвёздочные и 37 трёхзвёздочные (также существует много низкобюджетных общежитий). В рамках подготовки к Чемпионату мира по футболу 2018 года построено 4 отеля, в том числе и один 5-звёздочный: апарт-отель Crystal House. За 2013 год в гостиницах Калининграда побывали около 165 тысяч человек. Согласно рейтингу туристического сервиса Trivago, гостиницы Калининграда, по состоянию на 2016 год являются лучшими в России.
| Категория                                                                | Название гостиницы   |
| ------------------------------------------------------------------------ | -------------------- |
| 4 из 5 звёзд · 4 из 5 звёзд · 4 из 5 звёзд · 4 из 5 звёзд · 4 из 5 звёзд | Рэдиссон Калининград |
| 4 из 5 звёзд · 4 из 5 звёзд · 4 из 5 звёзд · 4 из 5 звёзд · 4 из 5 звёзд | Гелиопарк Кайзерхоф  |
| 4 из 5 звёзд · 4 из 5 звёзд · 4 из 5 звёзд · 4 из 5 звёзд · 4 из 5 звёзд | Нессельбек           |
| 4 из 5 звёзд · 4 из 5 звёзд · 4 из 5 звёзд · 4 из 5 звёзд · 4 из 5 звёзд | Обертайх Люкс        |
| 4 из 5 звёзд · 4 из 5 звёзд · 4 из 5 звёзд · 4 из 5 звёзд · 4 из 5 звёзд | Триумф Палас         |
| 4 из 5 звёзд · 4 из 5 звёзд · 4 из 5 звёзд · 4 из 5 звёзд · 4 из 5 звёзд | Чайка                |
| 4 из 5 звёзд · 4 из 5 звёзд · 4 из 5 звёзд · 4 из 5 звёзд · 4 из 5 звёзд | Обертайх             |

| Категория                                                                | Название гостиницы |
| ------------------------------------------------------------------------ | ------------------ |
| 4 из 5 звёзд · 4 из 5 звёзд · 4 из 5 звёзд · 4 из 5 звёзд · 4 из 5 звёзд | Самбия             |
| 4 из 5 звёзд · 4 из 5 звёзд · 4 из 5 звёзд · 4 из 5 звёзд · 4 из 5 звёзд | Парк Филипп        |
| 4 из 5 звёзд · 4 из 5 звёзд · 4 из 5 звёзд · 4 из 5 звёзд · 4 из 5 звёзд | Анна               |
| 4 из 5 звёзд · 4 из 5 звёзд · 4 из 5 звёзд · 4 из 5 звёзд · 4 из 5 звёзд | Логер Хаус         |
| 4 из 5 звёзд · 4 из 5 звёзд · 4 из 5 звёзд · 4 из 5 звёзд · 4 из 5 звёзд | Чайковский         |
| 4 из 5 звёзд · 4 из 5 звёзд · 4 из 5 звёзд · 4 из 5 звёзд · 4 из 5 звёзд | Командор           |
| 3 из 5 звёзд · 3 из 5 звёзд · 3 из 5 звёзд · 3 из 5 звёзд · 3 из 5 звёзд | Юбилейный люкс     |

## Транспорт

### Автодороги
Калининград — крупный автотранспортный узел. Важнейшие автодороги, подходящие к городу:
- А229 Калининград — Черняховск — Нестеров — граница Литовской Республики (на Минск, Смоленск). Входит в состав ответвлений трансъевропейских транспортных коридоров № 1-А «Рига — Калининград — Гданьск» и № 9-Д «Киев — Минск — Вильнюс — Калининград», Часть E 28 и E 77.
- А216 Гвардейск — Неман — граница Литовской Республики. Трасса от пос. Талпаки, через Большаково до г. Советск. Входит в состав ответвления трансъевропейского транспортного коридора № 1-А «Рига — Калининград — Гданьск». Часть E 28.
- Калининград — Мамоново. Через Ладушкин до польской границы (на Эльблонг, Гданьск). Часть E 28 и E 77.
- Калининград — Полесск. Следует через пос. Большаково (далее в Советск).
- Калининград — Зеленоградск (далее по Куршской косе на Ниду и Клайпеду.
- Калининград — Балтийск. Автодорога пролегает через Приморск.
- Калининград — Багратионовск. Ведёт к польской границе (далее в Ольштын).

В декабре 2007 года началось строительство автомагистрали «Приморское кольцо», которая в настоящий момент уже связывает Калининград со Светлогорском, Пионерским, Зеленоградском и международным аэропортом Храброво. Планируется продолжить строительство на Балтийск, Светлый.
Вокруг города (от пос. А. Космодемьянского до транспортной развязки с Московским проспектом) проходит трасса Северного обхода г. Калининграда и Южного обхода г. Калининграда (от транспортной развязки с Московским проспектом включительно до пос. Шоссейное (автодорога Калининград — Мамоново), именуемая Большой Окружной дорогой. До настоящего времени, с западной стороны города Калининграда «кольцо» дороги не замкнуто из-за отсутствия 7-километрового перехода через Калининградский залив.

### Автомобильный транспорт
Калининград — один из самых автомобилизированных городов России. По состоянию на 2013 год, в Калининграде зарегистрировано почти 200 тысяч автомобилей. При этом ежедневно по городу передвигается более 300 тысяч автомобилей. Доля иномарок составляет более 85 %. Рынок подержанных автомобилей на 99 % состоит из иномарок, 57 % которых старше 10 лет. Самая популярная марка на вторичном рынке — Mercedes-Benz, далее следуют Volkswagen, Audi и BMW. Среднегодовой объём продаж новых автомобилей оценивается экспертами на уровне семи тысяч единиц в год.

### Водный транспорт
В Калининграде находится самый западный и единственный незамерзающий порт России и Прибалтики на Балтийском море.
Грузовые и пассажирские паромные переправы соединяют порт города и аванпорт — морской порт Балтийска — с Санкт-Петербургом, портами Германии и Швеции.
По состоянию на апрель 2019 года работает только грузовой паром по маршруту Балтийск — Усть-Луга, пассажирский паром отменён.

### Воздушный транспорт

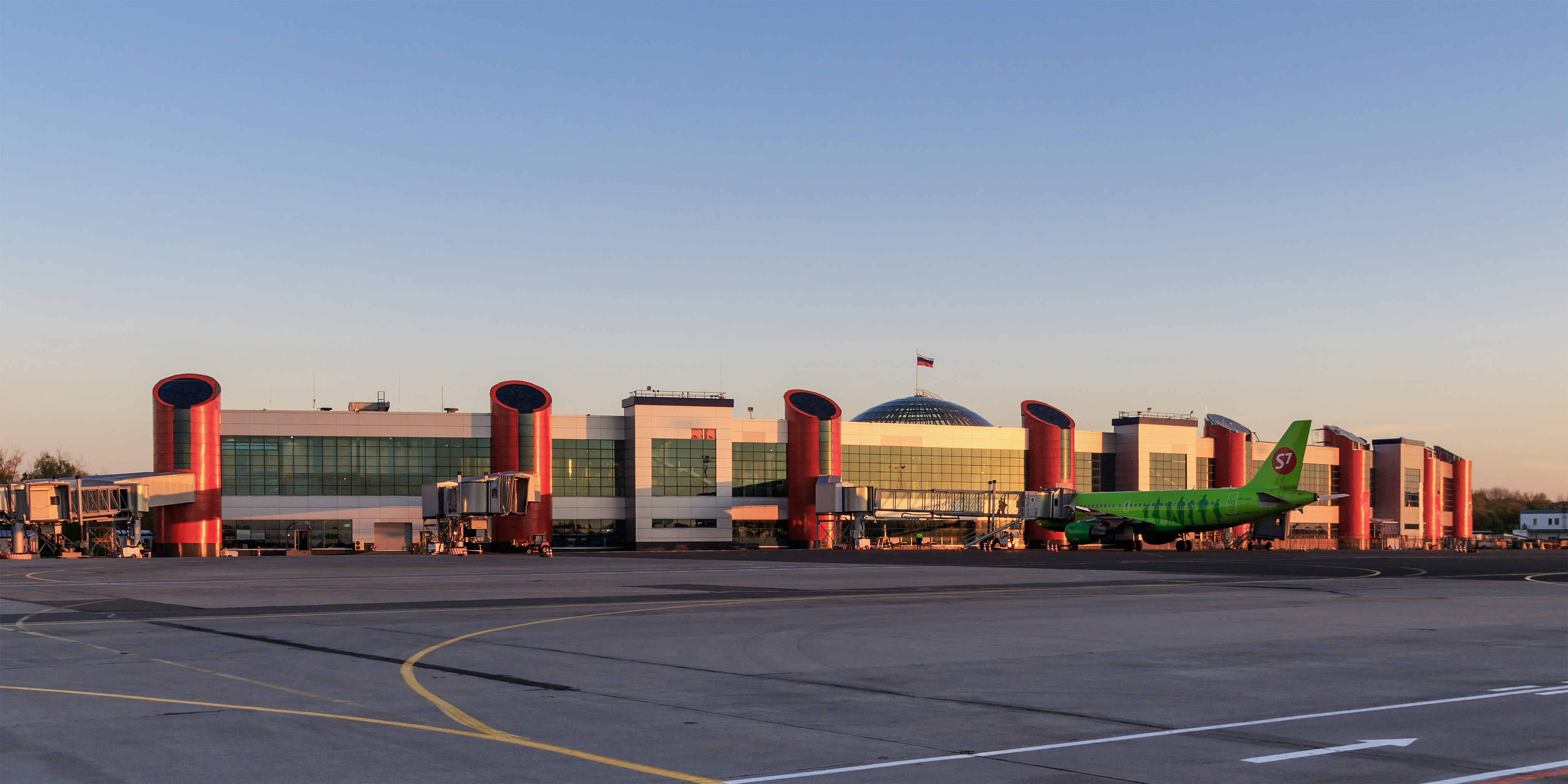
Терминал аэропорта Храброво

Кёнигсбергский аэропорт Девау, открывшийся в 1919 году, стал одним из первых гражданских аэропортов мира и первым в Германии. В 1922 году сюда впервые прибыли самолёты авиалинии Москва-Рига-Кёнигсберг, первой международной авиалинии Советского Союза. До конца 70-х годов прошлого века старый аэропорт использовался для рейсов местных воздушных линий, позже как спортивный аэродром.
С 1962 года действует новый аэропорт Храброво, расположенный в 24 км от города. Имеет статус международного. Ранее в аэропорту базировалась калининградская авиакомпания КД Авиа, прекратившая работу в сентябре 2009 года. Реконструкция аэропорта завершена в 2018 году.

### Железнодорожный транспорт

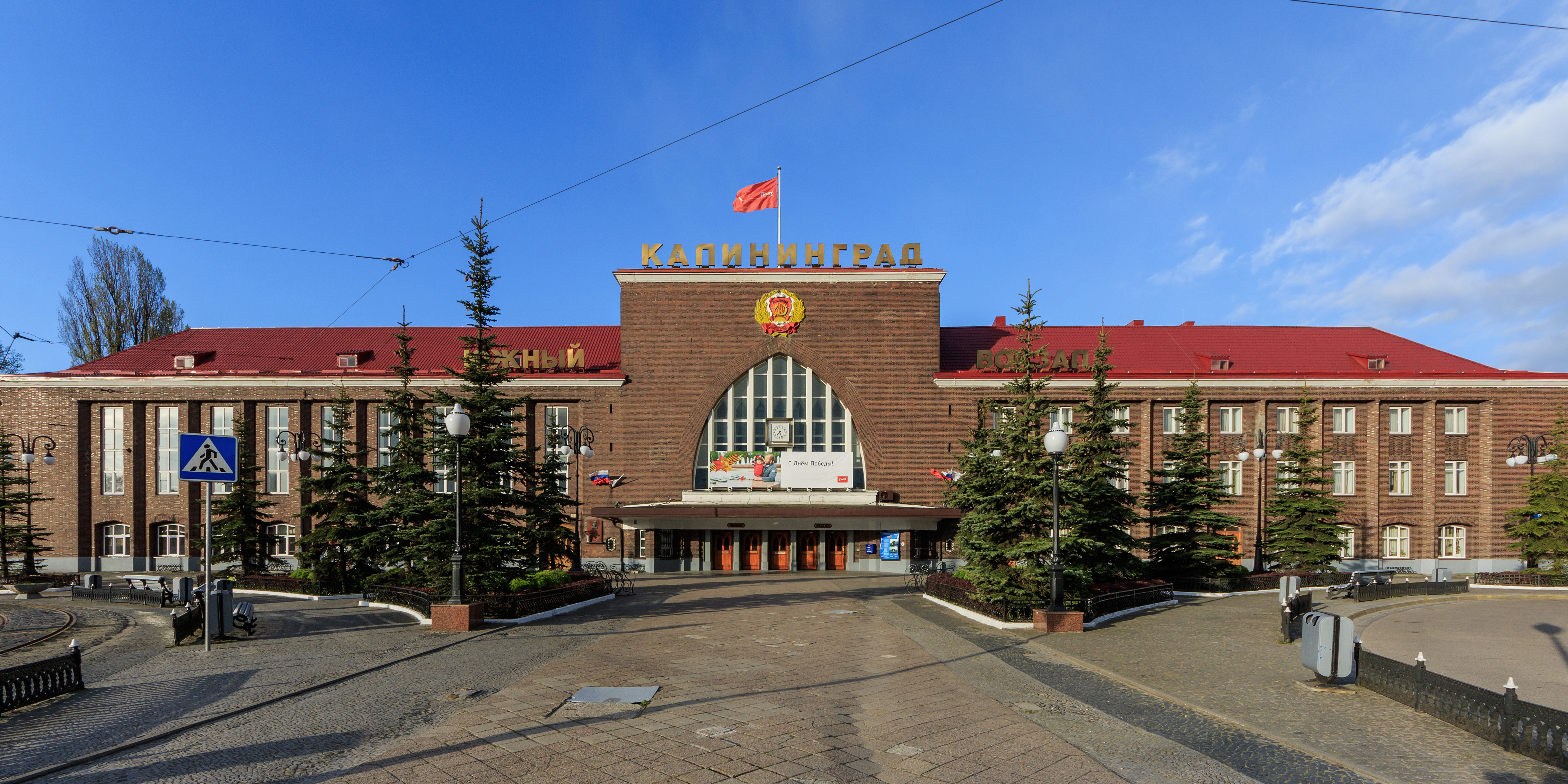
Калининград-Пассажирский.
Южный вокзал

Калининград является важнейшим узлом железнодорожной сети Калининградской области. Здесь расположено управление Калининградской железной дороги.
Главная пассажирская железнодорожная станция города — Калининград-Пассажирский, к которой относится главный железнодорожный вокзал города и области — Южный вокзал. Эта станция обслуживает как пригородные, так и поезда дальнего следования, следующие из Калининграда:
- № 30 Москва «Янтарь»;
- № 80 Санкт-Петербург;
- № 148 Москва (летний период);
- № 360 Адлер;
- № 426 Челябинск (летний период).

Прямой поезд Берлин—Калининград (через Польшу) курсировал с 1993 по 2000 год, затем был заменён беспересадочным вагоном, который ходил в составе поезда Калининград—Гдыня с декабря 2003 года по декабрь 2009 года и в 2010—2013 годах (в летний период), с переприцепкой в польском городе Тчев. Для приёма этих поездов была специально оборудована платформа с «европейской» колеёй, что позволяет поездам курсировать по данному сообщению без перестановки колёсных пар.
Станция Калининград-Северный (Северный вокзал) обслуживает поезда, соединяющие Калининград с приморскими курортами Зеленоградском, Светлогорском и Пионерским, а также городом Советском. Является крупным транспортно-пересадочным узлом в системе общественного транспорта Калининграда.
Другие железнодорожные станции, расположенные на территории города:
- Кутузово-Новое (район улицы Александра Невского);
- Чкаловск-Западный (мкр. Чкаловск);
- Западный-Новый (район улицы Вагоностроительной);
- Лесное-Новое (мкр. имени Александра Космодемьянского);
- Дзержинская-Новая (район улицы Дзержинского, имеется европейская узкая колея);
- Остановочный пункт Айвазовский (в районе улиц Айвазовского и Ямской);
- Остановочный пункт Киевская (район улицы Киевской, недалеко от Балтийского рынка);
- Остановочный пункт Сельма (район улицы Генерала Челнокова и рынка «Сельма»);
- Остановочный пункт 4-й километр (район улицы Муромской, пос. Южный);
- Остановочный пункт Брусничная (район улицы Брусничной).

### Междугородное и международное автобусное сообщение
Регулярные автобусные маршруты связывают Калининград с Беларусью, Украиной, Литвой, Латвией, Эстонией, Польшей, Чехией и Германией.
Калининградский автовокзал расположен на площади Калинина в непосредственной близости от железнодорожного вокзала Калининград-Пассажирский (адрес — ул. Железнодорожная 7). Из-за конфликта с дирекцией вокзала международный автоперевозчик «Кёнигавто» на протяжении нескольких лет не пользовался этим автовокзалом и устроил собственный международный автовокзал в конце Московского проспекта. С него отправлялись более 90 % регулярных международных автобусных рейсов. Однако, по состоянию на 2022 год место отправления автобусов «Кёнигавто» в Калининграде обозначено, как ул. Железнодорожная, 7, то есть в «старом» автовокзале.

### Проблемы транзита
После вхождения Польши и Литвы в мае 2004 года в состав Европейского союза жители Калининградской области столкнулись с трудностями при пересечении границ и проезде на территорию остальной России. Проезд сухопутным транспортом из области или в область сопряжён с двукратным пересечением границы Евросоюза, как правило Литвы, но существуют маршруты через Латвию. Для проезда обязательно понадобится биометрический загранпаспорт нового поколения.
Для граждан России возможен упрощённый транзит:
- Гражданам РФ (и только им), следующим транзитом в поездах формирования РФ, работником консульской службы Литвы, по предварительному запросу, который кассир РЖД отправляет в Посольство Литвы, при покупке билета, выдаётся двукратное разрешение (FRTD — Facilitated Rail Transit Document; он же УПД-ЖД — упрощённый проездной документ на железной дороге), действующее три месяца, на транзит поездом через территорию Литвы, максимум на 6 часов за один проезд (штатное время прохода поезда около 3,5 часов). При следовании по территории Литвы нельзя выходить из поездов.
- Гражданам РФ (и только им), проживающим в Калининградской области, но имеющим тесные связи с основной территорией РФ (недвижимость, родственники, трудовые отношения) и наоборот, может быть выдано разрешение (FTD — Facilitated Transit Document; он же УТД — упрощённый транзитный документ) сроком до 3 лет на многократное пересечение Литвы транзитом максимум на 24 часа за въезд.

Граждане РФ, следующие в Калининградскую область и не имеющие права на получение FTD (УТД), должны иметь действующую шенгенскую визу. Это также касается граждан третьих государств, не имеющих права безвизового проезда через территорию ЕС.

### Городской общественный транспорт

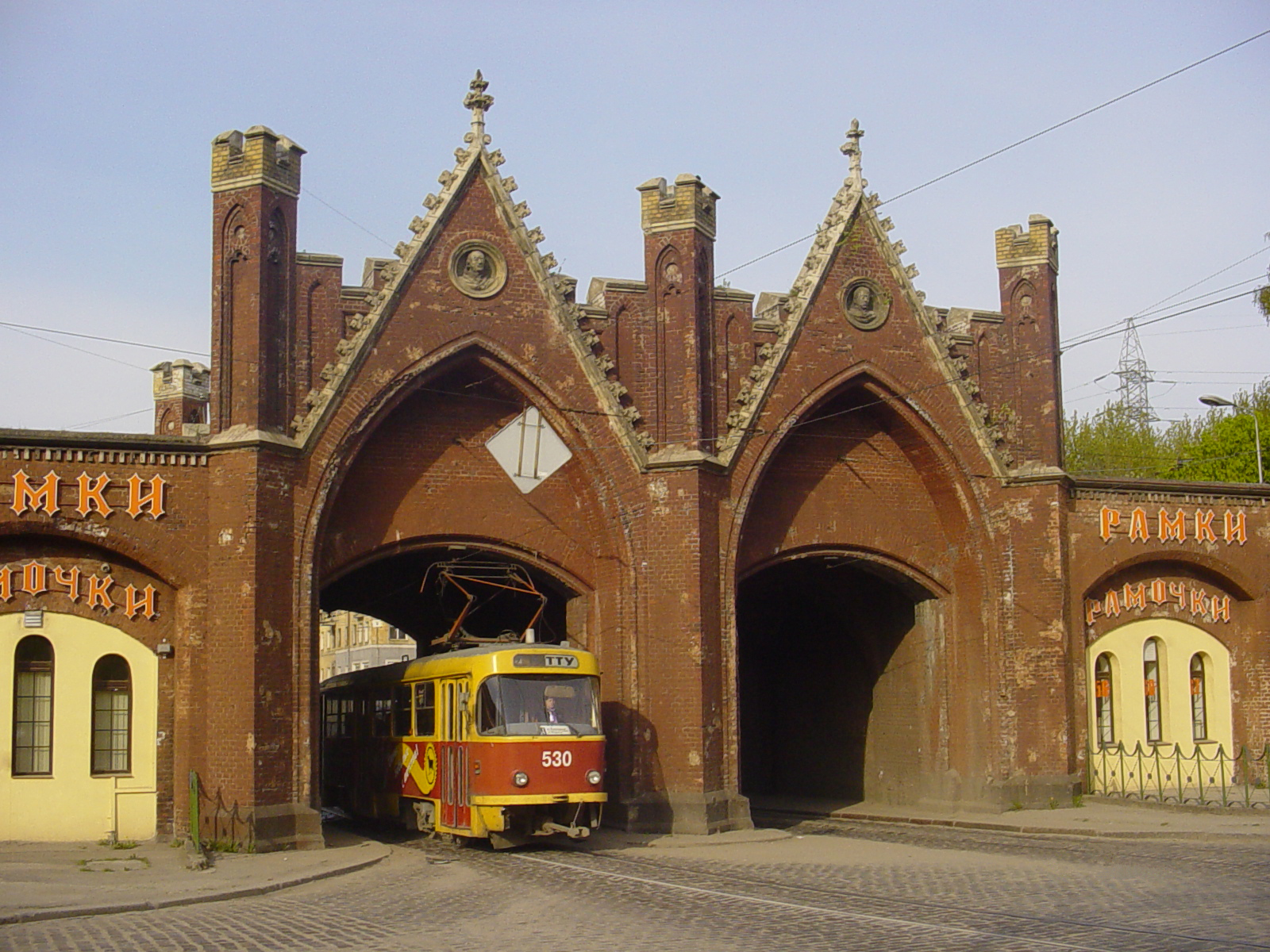
Трамвай проезжает через Бранденбургские ворота

Общественный транспорт Калининграда представлен автобусом, троллейбусом, трамваем, маршрутным такси, а также линиями городской железной дороги. С 21 марта 2010 года вступила в действие новая схема движения общественного транспорта.
Трамвайная сеть в Калининграде существует с 1895 года и является старейшей системой трамвая на территории России. Имеет ширину колеи 1000 мм, чем схожа с трамвайными системами Евпатории и Пятигорска. До 2000 года в Калининграде функционировало не менее десяти маршрутов городского трамвая, однако, за последние двадцать лет маршрутная сеть была значительно сокращена. Уже к началу 2013 года в городе работало лишь два маршрута. В 2015 году, после изменения схемы движения транспорта на Южном вокзале, остался последний трамвайный маршрут № 5. По состоянию на 2024 год в городе действуют трамвайные маршруты № 3 и № 5. В соответствии со вновь принятым Генпланом Калининграда до 2035 года предусмотрено строительство трамвайной линии с обособленным участком движения в Московском районе.
Первые троллейбусы появились в Кёнигсберге в 1943 году, однако после войны троллейбусное движение решили не восстанавливать. Современная троллейбусная система города действует с 5 ноября 1975 года. За это время маршрутная сеть в Калининграде неоднократно видоизменялась. После ремонта путепровода на проспекте Победы, проведённого летом 2018 года, был упразднён маршрут № 6, курсировавший от ул. Гайдара до пос. имени Космодемьянского. В результате этого в городе осталось три действующих линии троллейбуса, хотя новой маршрутной схемой общественного транспорта, принятой 1 августа 2016 года, было предусмотрено шесть маршрутов. Генеральным планом города до 2035 года также предусмотрено развитие троллейбусной сети в Калининграде.

#### Калининградский городской поезд (рельсобус)
26 марта 2014 года в Калининграде была запущена первая линия городского рельсового автобуса, обслуживающего маршрут от платформы Киевская в Московском районе до Северного вокзала. Одновременно с этим был организован подвозящий автобусный маршрут, соединяющий улицу Олега Кошевого с платформой Киевская. Заявлено открытие ещё нескольких линий городской железной дороги, которые должны связать центр Калининграда с периферийными районами города.
В декабре 2016 года мэр Калининграда Александр Ярошук заявил, что с 1 января 2017 года городской рельсобус будет отменён в связи с его нерентабельностью. После чего губернатором Антоном Алихановым было принято оперативное решение по субсидированию рельсобуса из регионального бюджета.
В начале января 2017 года в пресс-службе Калининградской железной дороги заявили, что планируется продление линии городского рельсобуса до Чкаловска.
9 января 2017 года были запущены городские поезда по маршруту Калининград-Гурьевск, а с 3 сентября 2018 года по маршруту Калининград-Лесное Новое.
По состоянию на конец 2018 года городские рельсобусы обслуживают четыре линии, связывающие периферийные спальные районы и город-спутник Гурьевск с центром Калининграда. Крупным транспортно-пересадочным узлом является Северный вокзал, расположенный рядом с площадью Победы, в районе которой сходятся многие маршруты городского общественного транспорта. Перевозка пассажиров осуществляется рельсобусами моделей РА1 и РА2, производства ОАО Метровагонмаш. Городские поезда курсируют по рабочим дням в утренние и вечерние «часы пик».

### Мосты

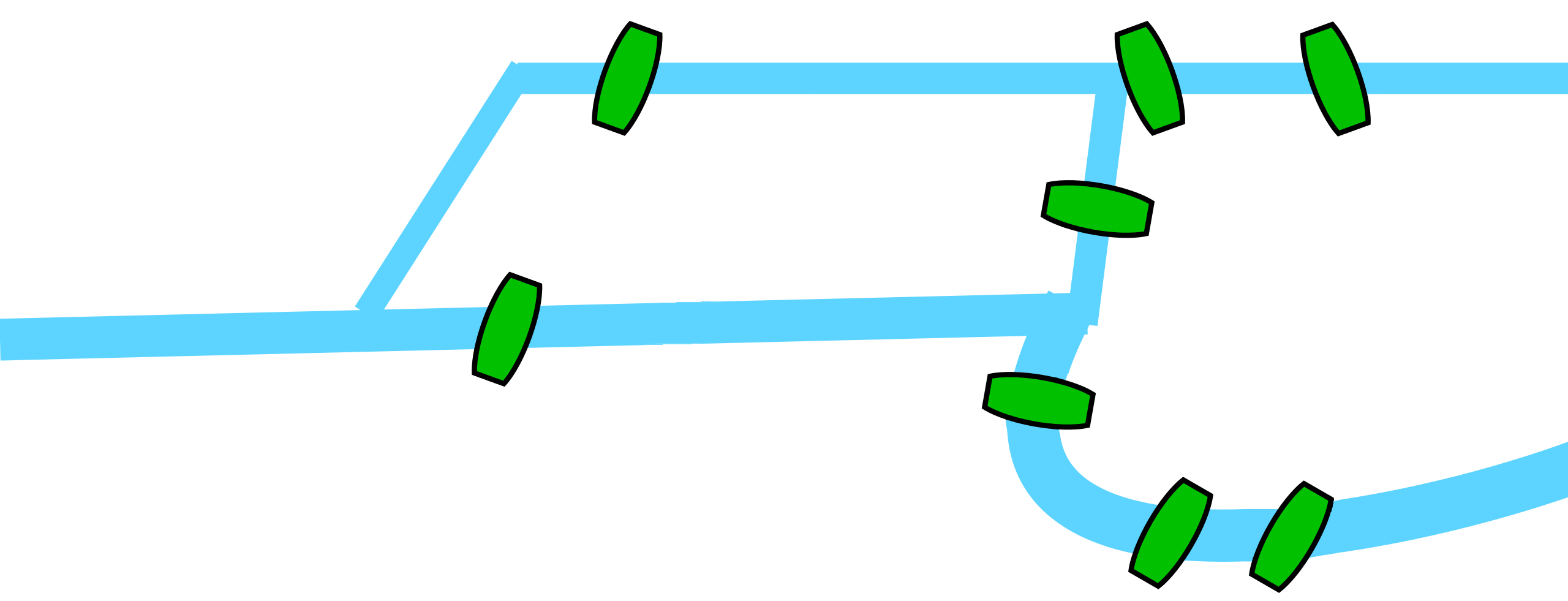
Схема пешеходных мостов центра Калининграда (2021)

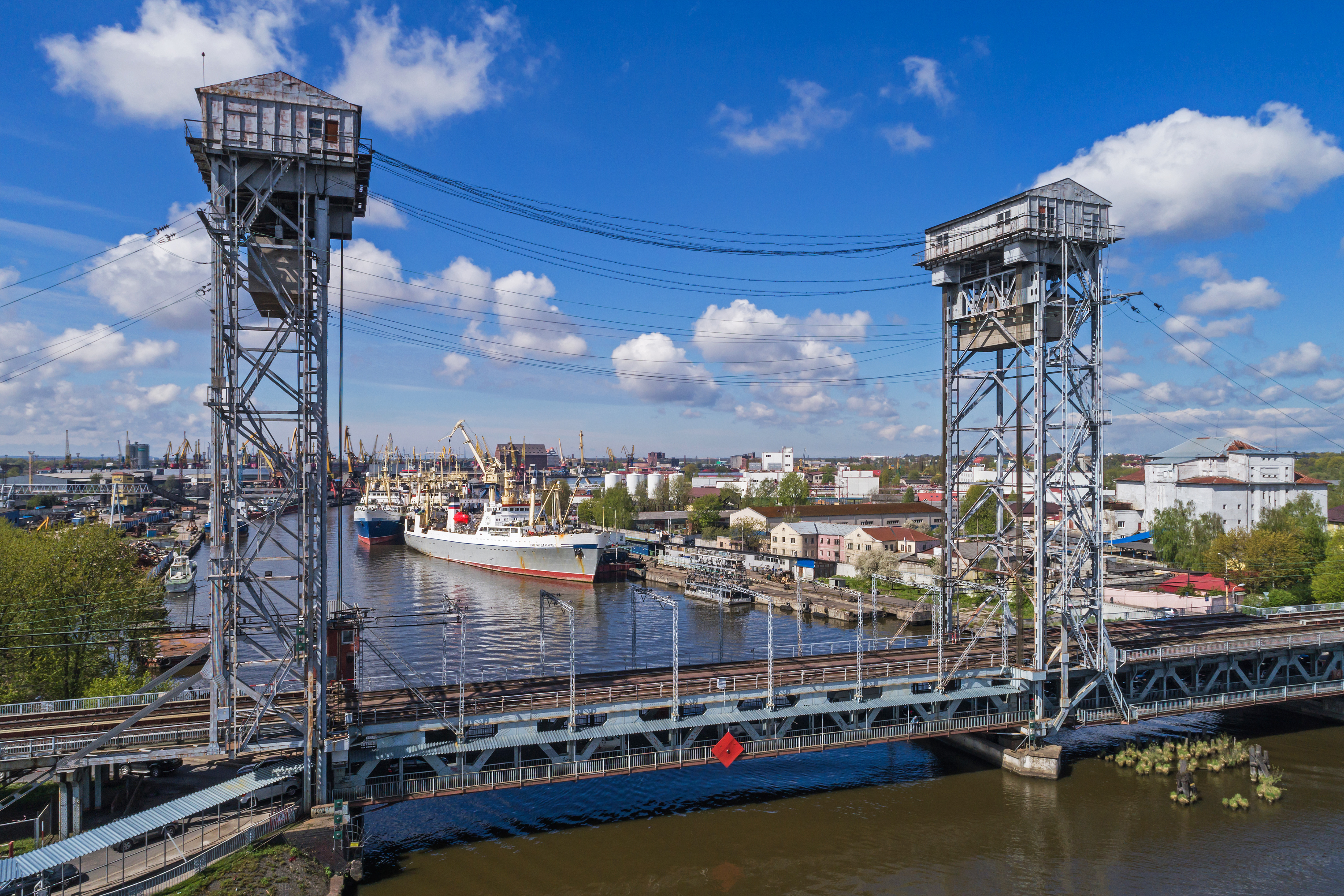
Двухъярусный мост

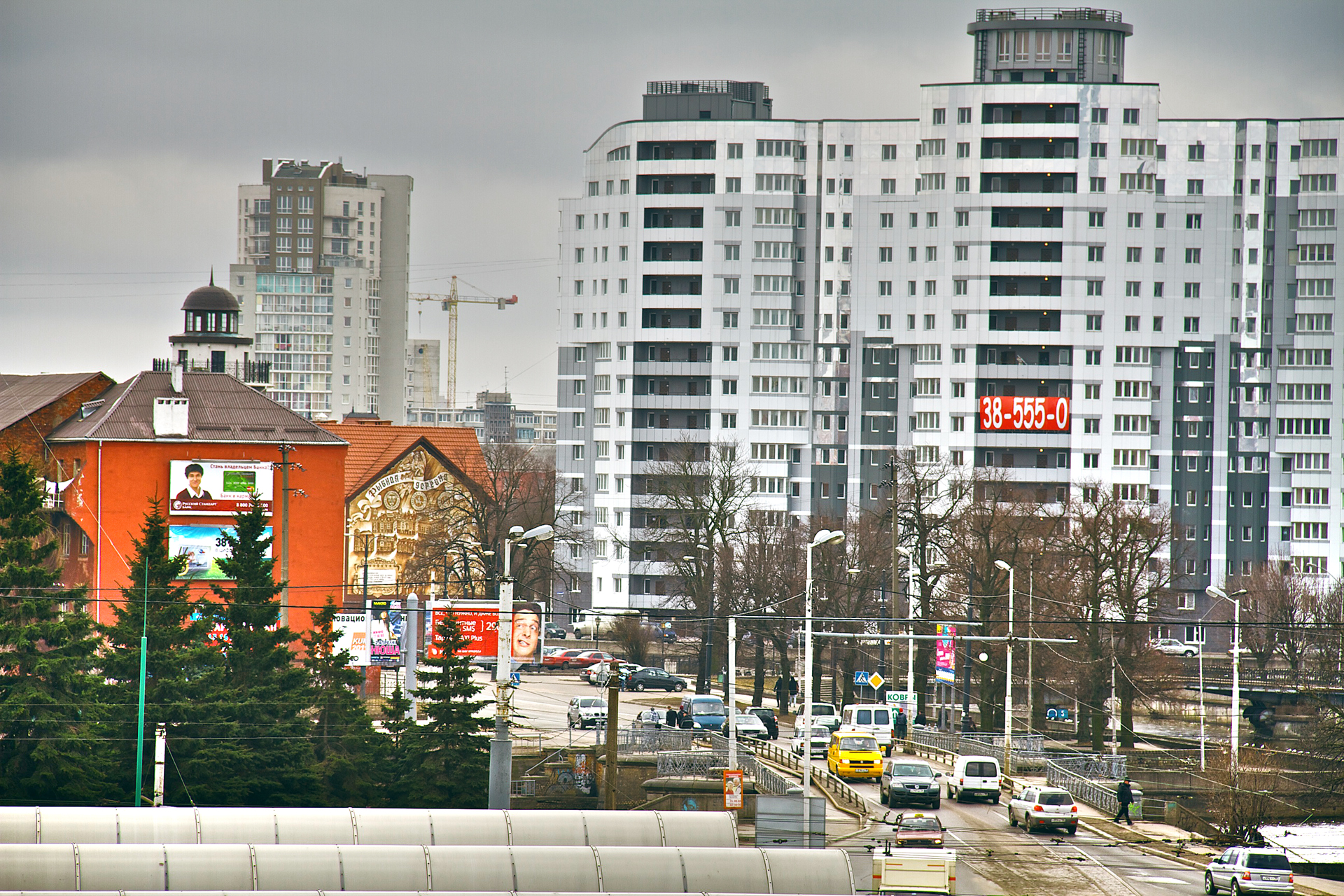
Деревянный мост, на заднем плане часть Рыбной деревни и новые постройки

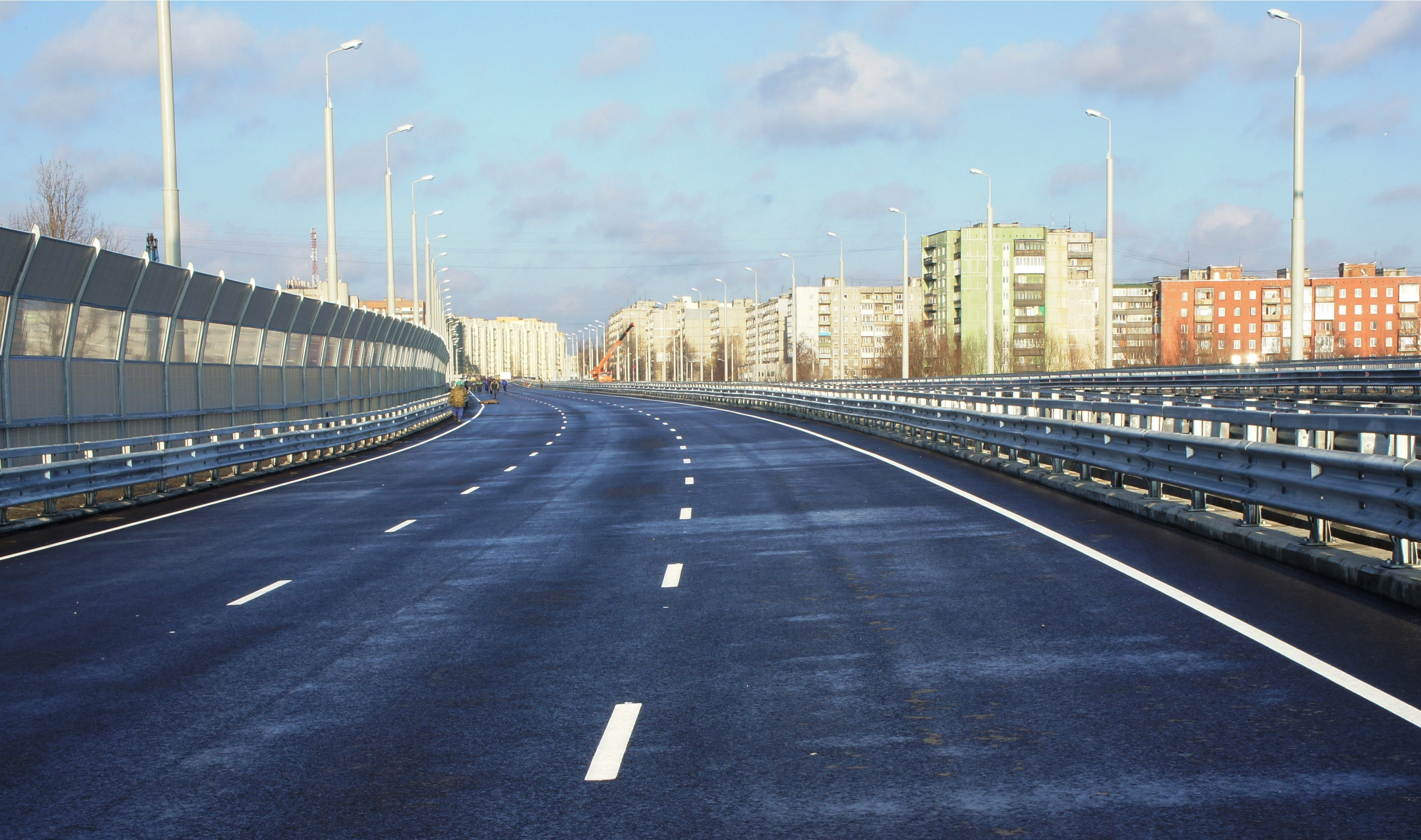
Второй эстакадный мост

Рукава реки Преголя делят город на четыре части. Большая часть города (Центральный и Ленинградский административные районы) расположена к северу от реки, Московский район — к югу от реки. Остров Канта (Кнайпхоф) и Октябрьский (Ломзе) расположены между рукавами реки.
В Калининграде расположено восемь действующих мостов через Преголю и один разобранный.
- Двухъярусный мост — разводной, соединяет улицы генерала Буткова (северный берег) и Железнодорожную (южный берег). Разводится поднятием среднего пролёта. Верхний ярус моста занимает железная дорога, нижний — проезжая часть и пешеходные тротуары. Двухъярусный мост является единственным действующим железнодорожным мостом через Преголю в Калининграде.
- Эстакадный мост — перекинут над обоими рукавами Преголи и проходит над островом Кнайпхоф, является частью Ленинского проспекта, построен в 1972 году[130] взамен двух из семи мостов Кёнигсберга — Лавочного и Зелёного. Имеется пешеходный спуск с моста на остров, автомобильный съезд на Московский проспект. Автомобильного съезда на остров нет. По мосту проходят маршруты всех видов общественного транспорта.
- Деревянный мост — разводной, один из семи мостов Кёнигсберга. Соединяет Московский проспект с Октябрьским островом (ул. Октябрьская). По мосту проходит два трамвайных маршрута.
- Медовый мост — разводной, один из семи мостов Кёнигсберга. Соединяет Октябрьский остров и Кнайпхоф. Так как Кнайпхоф является пешеходной зоной, мост де-факто тоже является исключительно пешеходным. Время от времени мост используется служебным автотранспортом (подвоз материалов для реставрации Кафедрального собора, а также для проезда свадебных кортежей).
- Юбилейный мост — разводной, пешеходный, соединяет Октябрьский остров (район Рыбной деревни) с ул. Эпроновской. Построен в 2005 году на опорах старого Императорского моста, разрушенного во время войны.
- Высокий мост — один из семи мостов Кёнигсберга. Соединяет ул. Октябрьскую (Октябрьский остров) с ул. Дзержинского. По мосту проходит трамвайная линия.
- Пальмбургский (Берлинский) мост — является частью Калининградской окружной дороги, перекинут через оба русла Преголи. Наиболее удалён от центра города. После войны был восстановлен только частично (одна полоса). В настоящее время на его месте построен мост с тремя полосами, реконструированный в 2014 году.
- Старый железнодорожный мост — разводной, расположен в районе музея Мирового океана. Разводится поднятием среднего пролёта. Средний пролёт разобран, мост никак не используется. Через мост проходит заброшенная линия железной дороги.
- Второй эстакадный мост — сдан в эксплуатацию в декабре 2011 года. Мост пересекает оба русла Преголи и проходит над Октябрьским островом, соединяя улицу 9 апреля в правобережной части города с улицей Дзержинского в левобережной части. Общая протяжённость — 1883 м. Мост имеет по три полосы движения в каждую сторону. Расчётная скорость автотранспорта не ниже 80 км/ч.

Семь мостов Кёнигсберга существовали в Кёнигсберге в XVI—XX веках. Взаимное расположение мостов, с которым связана задача о семи кёнигсбергских мостах, натолкнуло математика Леонарда Эйлера на размышления, привёдшие к возникновению теории графов.

## Культура

### Образование

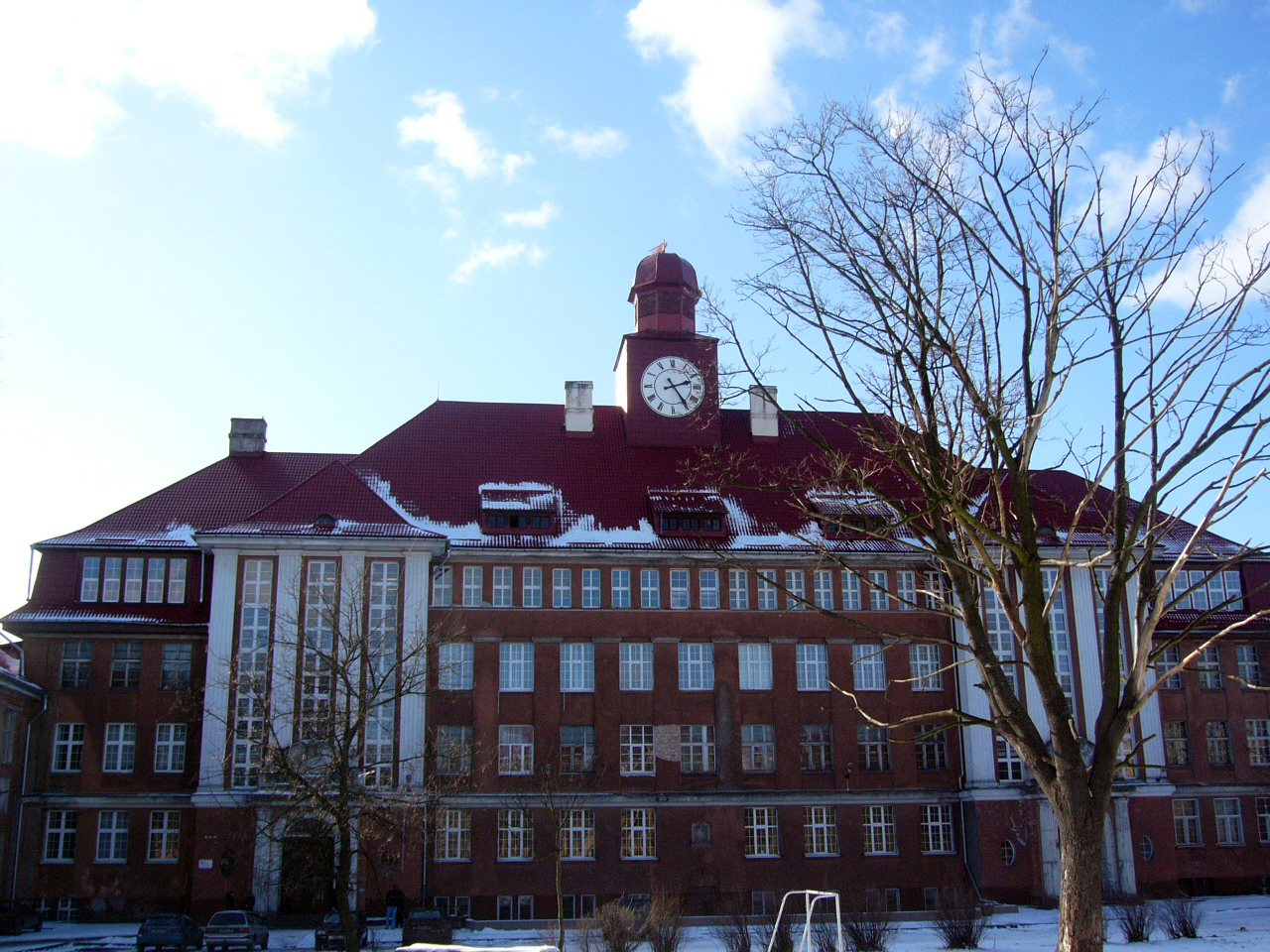
Одно из зданий БФУ им. Канта

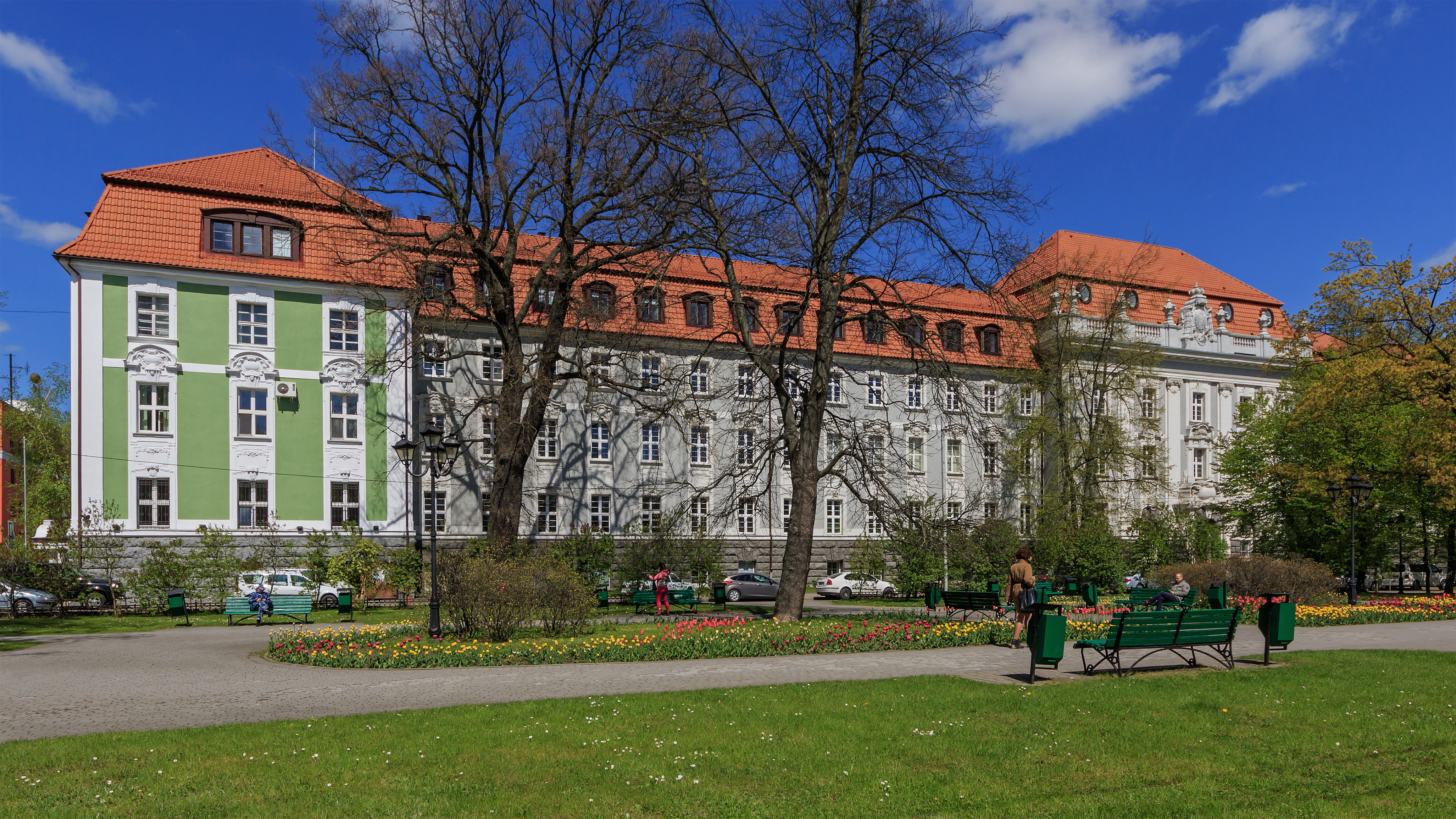
Корпус КГТУ

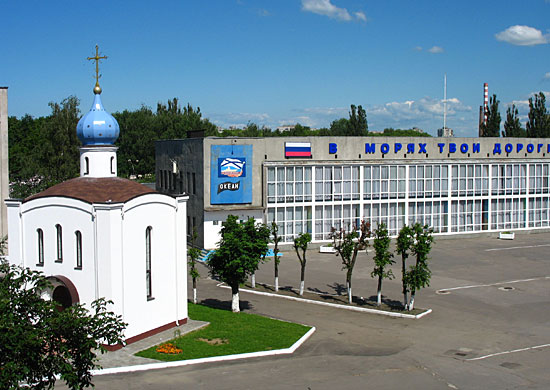
Балтийский военно-морской институт

Сегодня в Калининграде 21 высшее учебное заведение (вместе с филиалами ВУЗов других городов), из которых государственными являются:
- Балтийский федеральный университет имени Иммануила Канта. До 2011 года — Российский государственный университет им. И. Канта. Имя Канта присвоено накануне празднования 750-летия города в 2005 году. Ранее — Калининградский государственный университет (КГУ). Занимает здания бывшего немецкого Кёнигсбергского университета.
- Калининградский государственный технический университет (КГТУ). Ранее — Калининградский технический институт рыбной промышленности и хозяйства (КТИРПиХ).
- Балтийская государственная академия рыбопромыслового флота (БГАРФ). Ранее — Калининградское высшее инженерное морское училище (КВИМУ).
- Калининградский пограничный институт Федеральной службы безопасности Российской Федерации. Ранее — Калининградское высшее инженерное училище инженерных войск имени А. А. Жданова (КВИУИВ).
- Балтийский военно-морской институт имени Ф. Ф. Ушакова, ныне филиал военного учебно-научного центра ВМФ РФ «Военно-морская академия имени Адмирала Флота Советского Союза Н. Г. Кузнецова». Ранее — Калининградское высшее военно-морское училище (КВВМУ).
- Калининградский филиал Санкт-Петербургского университета МВД России, ранее Калининградский юридический институт МВД Российской Федерации (КЮИ), ещё раньше — Калининградская высшая школа МВД РФ, которая была образована на базе Калининградской специальной средней школы милиции МВД СССР.
- Филиал Северо-Западной академии государственной службы и народного хозяйства

Из средних учебных заведений в Калининграде имеются три гимназии, шесть лицеев и сорок семь общеобразовательных школ.
Существуют учебные заведения среднего профессионального образования: Калининградский областной музыкальный колледж им. С. В. Рахманинова, Калининградский государственный колледж градостроительства, Калининградский морской рыбопромышленный колледж и другие; в состав БФУ им. И. Канта включены Калининградский технический колледж, Коммунально-строительный колледж. Кроме того есть один кадетский корпус — кадетская школа-интернат (КШИ) «Андрея Первозванного Кадетский морской корпус» (АПКМК).
В августе 2019 года было начато строительство филиала Нахимовского военно-морского училища, рассчитанного на 560 человек. Открытие заведения, как и планировалось, состоялось 1 сентября 2020 года. Воспитанниками нового учреждения, где помимо учебных и спальных корпусов открыта двухуровневая современная столовая, стали 240 кадетов из 43-х субъектов РФ.

### Музеи

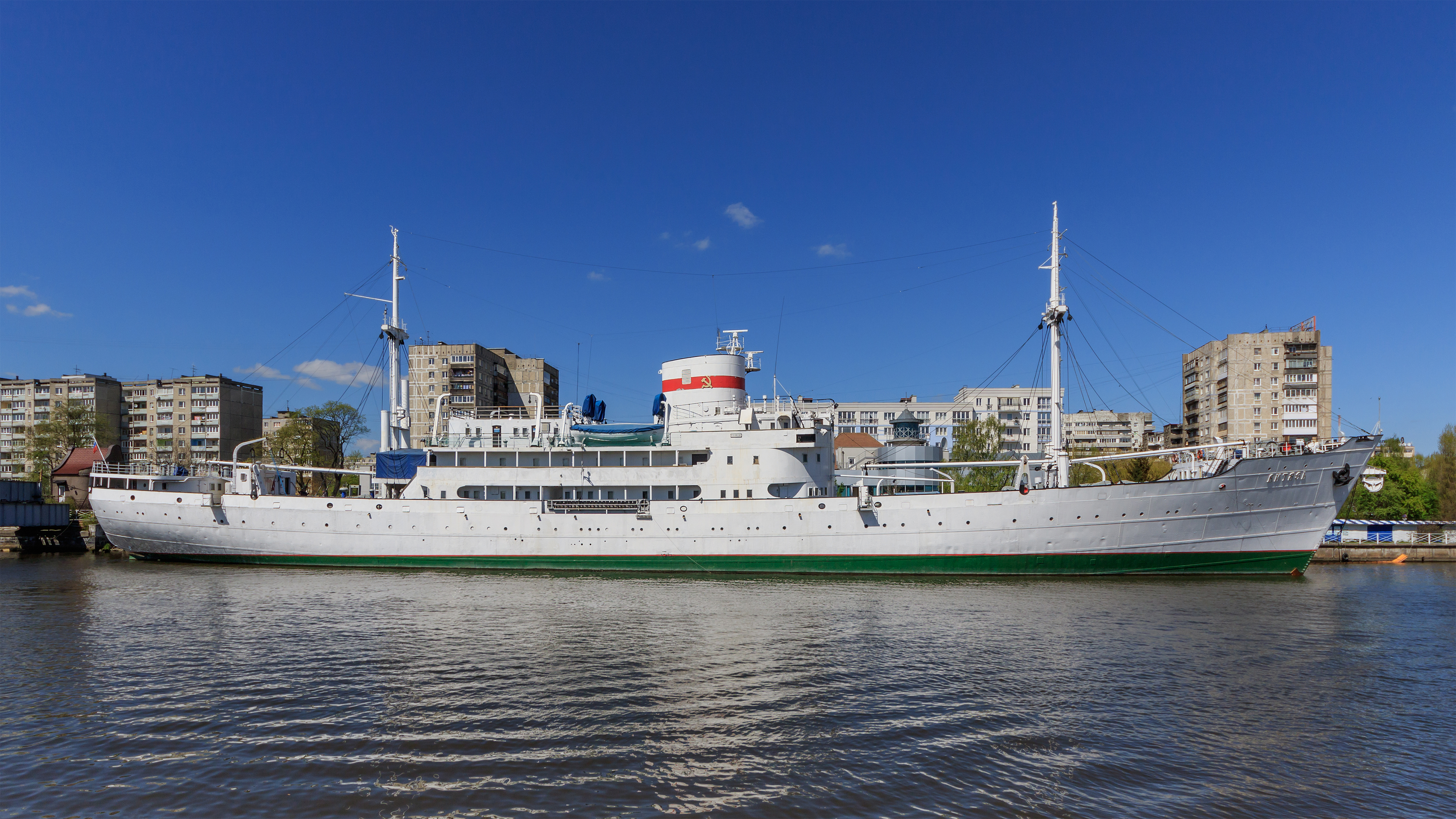
Судно-музей «Витязь» из собрания музея Мирового океана

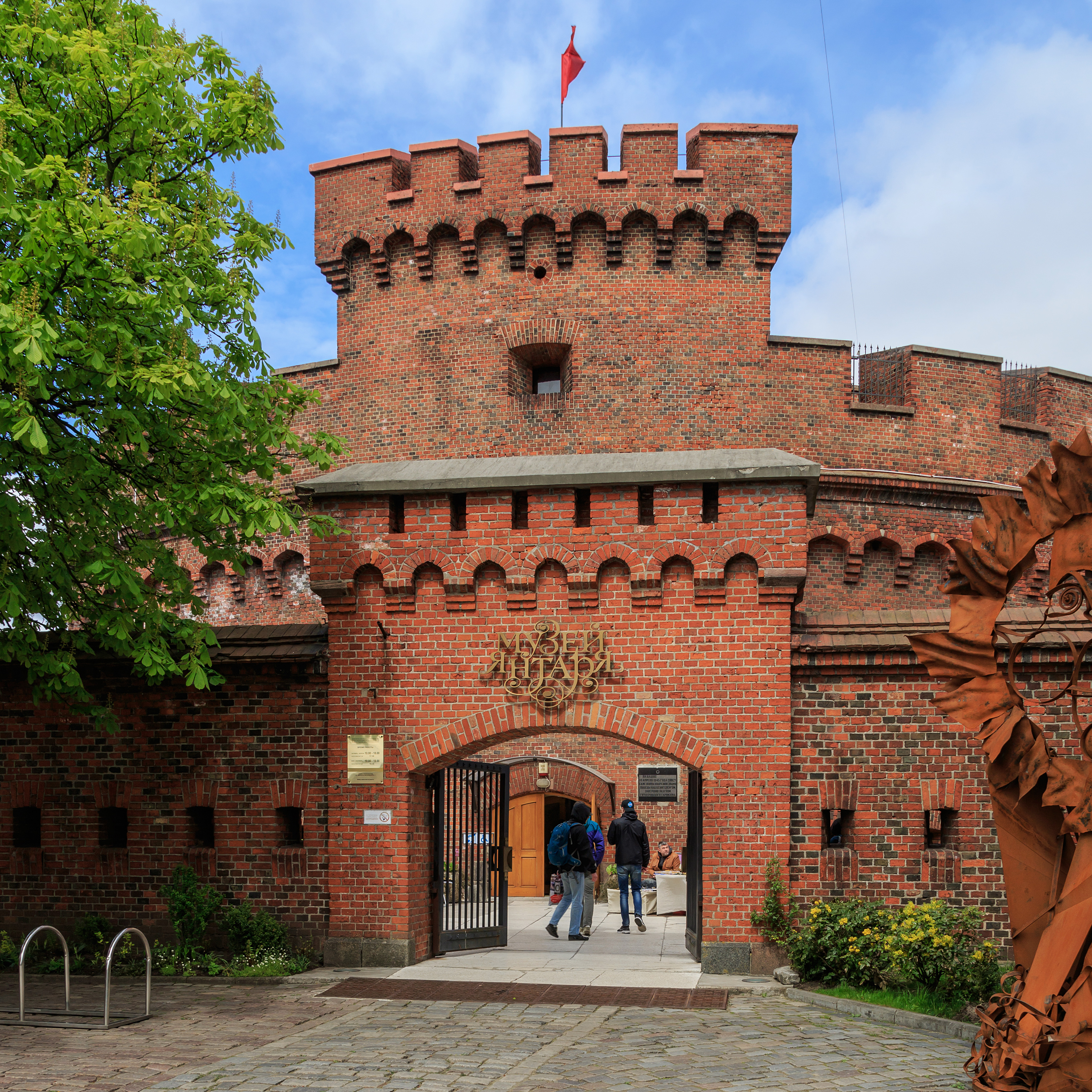
Музей янтаря

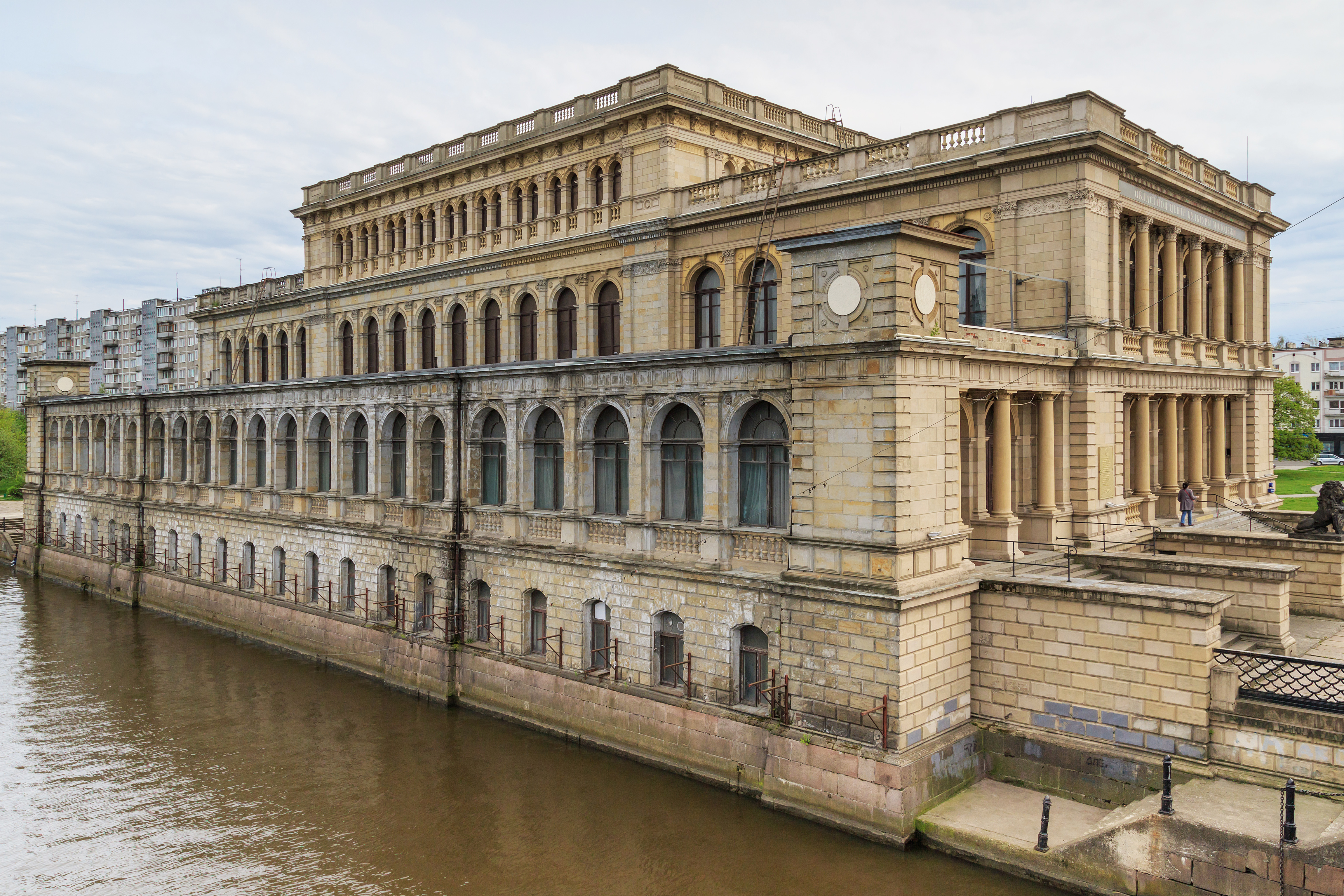
Здание кёнигсбергской фондовой биржи, ныне — Калининградский музей изобразительных искусств

В Калининграде располагается много музеев и большое количество их филиалов. За 2013 год их посетили почти 920 тысяч человек. По уровню посещаемости музеев Калининградская область находится на 7 месте среди регионов России.
- Калининградский областной историко-художественный музей — самый старый музей Калининграда, основан в 1946 году. Помимо главного здания музей имеет четыре филиала в Калининграде и два в области.
- Калининградский областной музей изобразительных искусств — основан в 1988 году, один из самых молодых и динамично развивающихся музеев России. В восьми выставочных залах общей экспозиционной площадью более 3 тыс. м² ежегодно проводится до 40 выставок отечественного и зарубежного искусства.
- Музей янтаря — открылся в 1979 году в здании бывшей оборонительной башни «Дона». Первоначально он был филиалом Историко-художественного музея, с 2004 года самостоятельный музей.
- Музей Мирового океана — располагает шестью музейными судами:
  - Научно-исследовательское судно-музей «Витязь»;
  - Подводная лодка Б-413;
  - Судно космической связи «Космонавт Виктор Пацаев»;
  - Рыболовецкое судно-музей «СРТ-129»;
  - Плавучий маяк «Ирбенский»;
  - Ледокол «Красин» — ошвартован в Санкт-Петербурге.

Также включает два филиала: Королевские ворота и сохранившиеся ворота крепости Фридрихсбург.
- Фридландские ворота — музей «найденных вещей», то есть старинных предметов, найденных при чистке озёр, строительстве домов.
- Балтийский филиал ГМИИ

В 2000 году открылся Музей Калининградской железной дороги.
В 2009 году создан музей Эрнста Теодора Амадея Гофмана, знаменитого писателя, родившегося в этом городе. Музей находится в здании бывшего кинотеатра «Ленинград», сейчас в этом здании располагается районная музыкальная школа имени Гофмана.
В 2016 году в ТЦ «Мега-Маркет» открылся музей занимательных наук Эйнштейна, экспозиция которого состоит из интерактивных экспонатов, наглядно иллюстрирующих различные области науки и демонстрирующих проявление их законов.

### Театры и концертные залы
В городе имеется несколько театров:

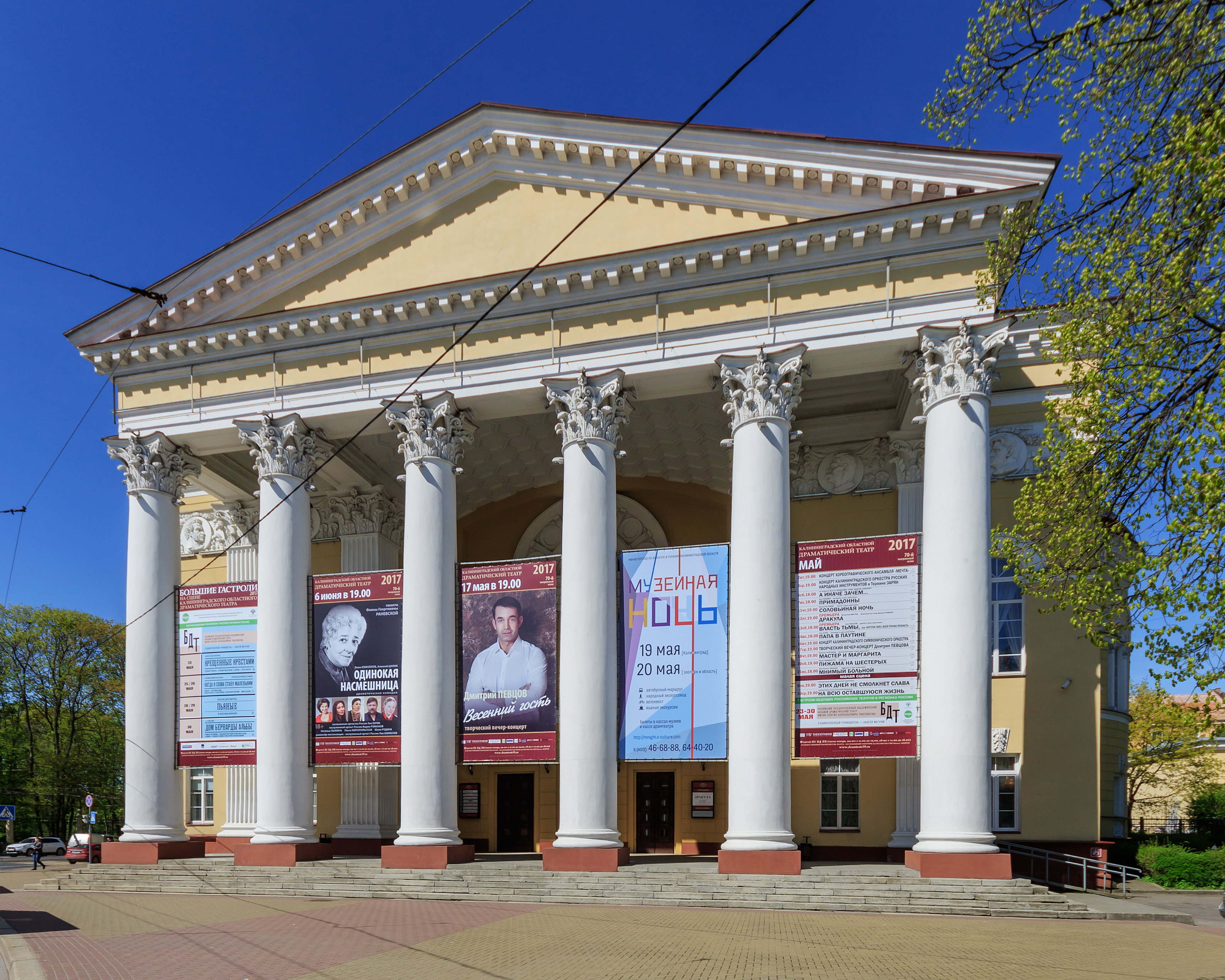
Калининградский областной драматический театр

- Калининградский областной драматический театр;
- Калининградский областной музыкальный театр;
- Калининградский областной театр кукол;
- Органный зал Калининградской областной филармонии расположен в историческом здании кирхи Святого Семейства;
- Большой концертный зал с двумя органами расположен в Кафедральном соборе на острове Кнайпхоф;
- Театр эстрады расположен в Доме искусств на горе Хаберберг.

Музыкальная жизнь города отличается насыщенностью и многообразием. В течение года проводятся ежегодные музыкальные фестивали различных стилей и направлений. Под патронатом Калининградской областной филармонии проводятся международные фестивали и конкурсы классической, джазовой, органной музыки (посвящённые И. С. Баху и М. Л. Таривердиеву). С 2006 года летом проходит Международный джазовый фестиваль «Дон Ченто Джаз». В городе проходят также два крупных рок-фестиваля: байк-шоу «Ночные волки» (июль) и «Калининград In Rock» (август). Ежегодно проводится фестиваль искусств «Балтийские сезоны».
За 2013 год калининградские театры посетили почти 350 тысяч человек.

### Библиотеки
- Калининградская областная научная библиотека;
- Центральная городская библиотека им. А.П. Чехова;
- Калининградская областная юношеская библиотека им. В. Маяковского;
- Калининградская областная детская библиотека им. А. П. Гайдара;
- Калининградская областная специализированная библиотека для слепых.

Также, в городе находятся 20 муниципальных городских библиотек. По состоянию на 2015 год, более 100 тысяч жителей Калининграда регулярно посещают библиотеки города.

### Кинотеатры
- Кинотеатр «Заря» (расположен в здании бывшего немецкого кинотеатра «Scala»);
- Мультиплекс «Каро Фильм» (расположен в ТРК «Калининград Плаза»);
- Кинокомплекс «Синема парк». Построен на месте снесённого ранее кинотеатра «Россия»;
- Кинокомплекс «Эпицентр»;
- Кинокомплекс «Люмен»;
- Автокинотеатр «Вест Синема»;
- Кинокомплекс «Киноленд» (реконструированный кинотеатр «Родина», здание бывшего немецкого кинотеатра «Лихтбильдбюне»);
- Кинокомплекс «Экватор» (находится в микрорайоне «Сельма»).

Недействующие кинотеатры
- Крупнейший киноконцертный зал города «Россия» (1200 мест), снесён в 2011 году.
- Кинотеатр «Баррикады» (передан церкви и разрушен в 2013 году).
- Кинотеатр «Ленинград» (теперь это здание детской музыкальной школы имени Гофмана).
- Кинотеатр «Победа» (бывший немецкий кинотеатр «Аполлон-Лихтшпилле», ныне в здании располагаются ресторан и супермаркет).
- Кинотеатр «Строитель».
- Кинотеатр «Восход».
- Кинотеатр «Экран».
- Кинотеатр «Юность» (закрыт в 70-х).
- Кинотеатр «Москва».
- Стереокинотеатр «Новости дня». Размещался в одном здании с кинотеатром «Заря».
- Кинотеатр «Октябрь» (нынешний «Дом Искусств»).
- Кинотеатр «Дружба», детский кинотеатр, размещался в одном здании с кинотеатром «Родина».
- Автомобильный кинотеатр «Ночной дозор».

### СМИ

#### Радиостанции
| Частота, МГц | Название                        | RDS |
| ------------ | ------------------------------- | --- |
| 72,11        | Радио Шансон                    | -   |
| 87,7         | Радио Sputnik                   | +   |
| 92,8         | DFM                             | -   |
| 93,6         | Радио 7 на семи холмах          | +   |
| 94,0         | Comedy Radio                    | -   |
| 95,1         | Вести FM                        | -   |
| 95,5         | Ретро FM                        | +   |
| 96,3         | Русское радио                   | -   |
| 97,0         | Радио Вера                      | -   |
| 97,7         | Серебряный дождь                | +   |
| 98,1         | Радио Пи FM                     | -   |
| 98,5         | Радио ENERGY                    | -   |
| 98,9         | Радио Гордость                  | -   |
| 99,5         | Радио Звезда                    | +   |
| 100,1        | Авторадио                       | -   |
| 100,5        | (Молчит) Радио Русский Край     | -   |
| 100,9        | Радио Монте-Карло               | +   |
| 101,3        | Наше радио                      | +   |
| 101,8        | Business FM                     | -   |
| 102,5        | Радио Маяк                      | -   |
| 102,9        | Love Radio                      | +   |
| 103,4        | Studio 21                       | +   |
| 103,9        | Радио России / ГТРК Калининград | -   |
| 104,5        | Европа Плюс                     | +   |
| 105,2        | Радио Балтик Плюс               | +   |
| 105,9        | Дорожное радио                  | -   |
| 106,4        | Радио Maximum                   | +   |
| 107,2        | Радио Комсомольская Правда      | +   |

#### Телевидение
Калининградская студия телевидения существовала с 1958 года со своим частотным каналом и ежедневным 6-7—часовым вещанием, затем называлась ТРК «Янтарь». В настоящее время утратила свой канал и большую часть эфирного времени, является филиалом ВГТРК.
Основные эфирные каналы города:
- 4 Первый Канал;
- 6 Россия 24 / ГТРК Калининград;
- 9 Пятый Канал;
- 12 Россия 1 / ГТРК Калининград;
- 22 Звезда;
- 24 ТНТ;
- 27 Россия К / ТРК «Дюны»;
- 32 Ю;
- 34 СТС;
- 39 НТВ;
- 49 ТВ Центр / Премьер;
- 51 Матч ТВ;
- «Каскад»[137] — компания, основанная в 1991 году. Помимо своих программ, транслировала передачи ТНТ и СТС. В настоящее время сетевые партнёры — Россия 24 и ОТР (ежедневно с 06:00 до 09:00 и с 17:00 до 19:00);
- Первый городской канал[138] — кабельный информационно-развлекательный телеканал, работает с 1 декабря 2009 года.

Другие телекомпании города занимаются только размещением рекламы на ретранслируемых общероссийских каналах.
Цифровое телевидение
Первый мультиплекс цифрового телевидения России:
- Первый Канал;
- Россия 1 / ГТРК Калининград;
- НТВ;
- Матч ТВ;
- Пятый Канал;
- Россия К;
- Россия 24 / ГТРК Калининград;
- Карусель;
- ОТР / Каскад;
- ТВ Центр.

Второй мультиплекс цифрового телевидения России:
- РЕН ТВ;
- Спас;
- СТС;
- Домашний;
- ТВ3;
- Пятница!;
- Звезда;
- МИР;
- ТНТ;
- Муз-ТВ.

## Спорт

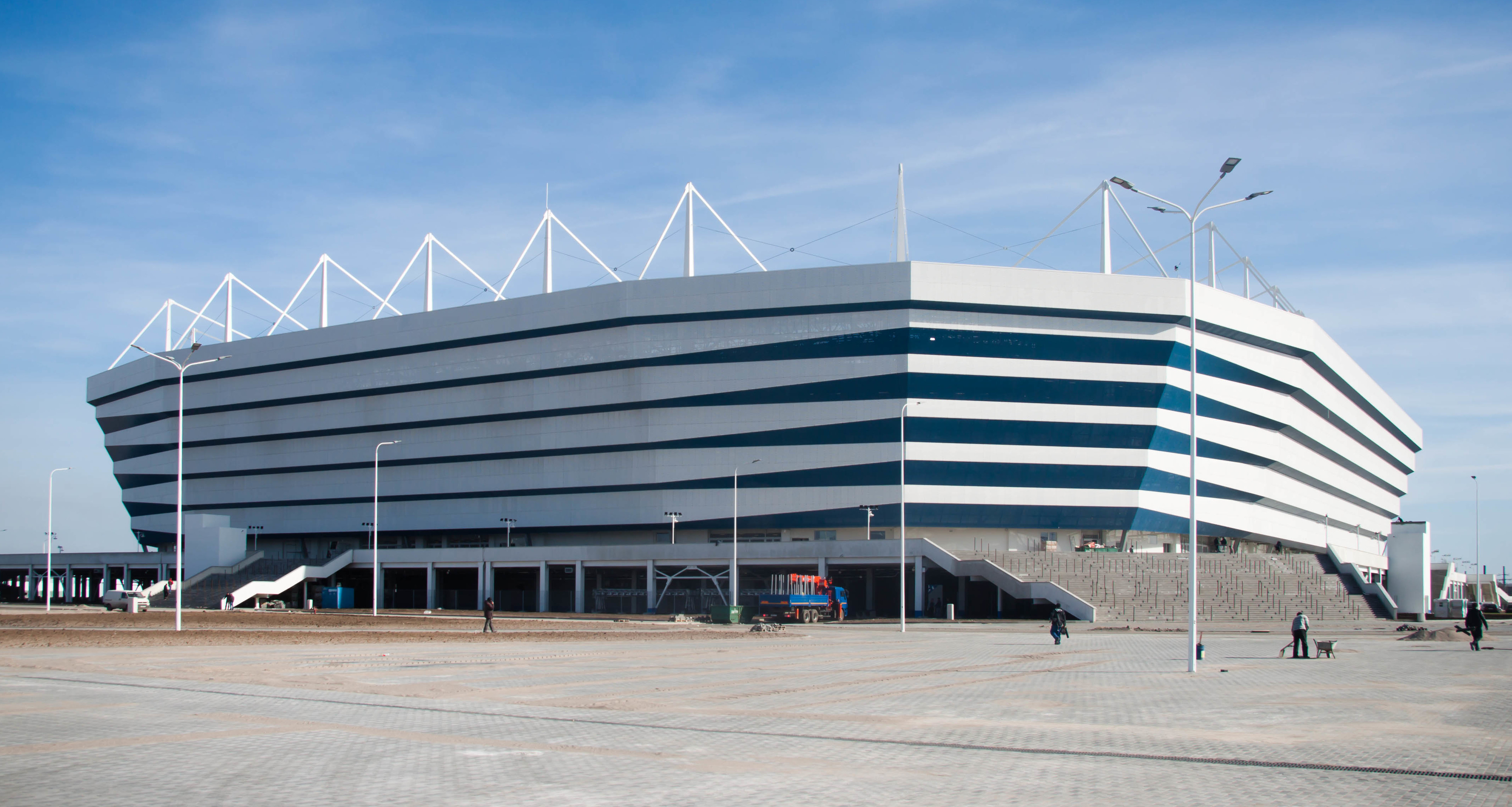
Стадион «Калининград»

В Калининграде базируется российский футбольный клуб «Балтика», выступающий в Российской премьер лиге. Домашний стадион — стадион Калининград, построенный к Чемпионату Мира по футболу 2018.
В 2006—2013 годах в чемпионате России выступал мужской волейбольный клуб «Динамо-Янтарь». Домашние матчи проводил в СК «Янтарный», зрительские трибуны которого вмещают 7000 зрителей. С 2010 года в «Янтарном» регулярно проводятся матчи сборных России в рамках Мировой лиги и Гран-при по волейболу.
В прошлом город на российской арене также представляли футбольные клубы «Вест», «Балтика-2» и «Балтика-Тарко», а также регбийный клуб «Вест-Звезда» (обладатель Кубка России 1994 года, призёр чемпионатов России 1994 и 1995 годов). В 2000 году футбольный клуб «Волна» принял участие в первенстве Литвы в третьей по силе лиге и одержал победу в западной зоне (22 игры: 20 побед, 2 ничьи, разность мячей 101—9).
С ноября 2013 года в городе существует команда по американскому футболу «Янтарные ястребы». В 2015 году «Янтарные ястребы» дошли до полуфинала польской лиги 8х8. В 2016 году «Янтарные ястребы» взяли серебряные медали престижной Восточной Лиги Американского Футбола (ВЛАФ).
В июне 2014 года была создана «Калининградская региональная хоккейная лига» (КРХЛ). Соревнование лиги является официальным чемпионатом Калининградской области по хоккею с шайбой.
9 апреля 2018 года, когда в Калининграде на пресс-конференции с участием губернатора Калининградской области Антона Алиханова, министра спорта Калининградской области Натальи Ищенко, президента Всероссийской Федерации волейбола Станислава Шевченко и генерального директора ВК «Локомотив» (Новосибирск) Романа Станиславова было объявлено о создании женской волейбольной команды «Локомотив-Калининградская область». По итогам сезона 2018—2019 клуб занял 2-е место в Чемпионате России, уступив одно очко лидеру — команде «Динамо-Москва». В сезонах 2020—2021 и 2021—2022 «Локомотив» стал сильнейшей командой страны.

#### Чемпионат мира по футболу 2018 года
Калининград стал одним из одиннадцати городов-организаторов Чемпионата мира по футболу (14 июня — 15 июля 2018 года) в России. Специально для проведения чемпионата в 2018 году построен стадион «Калининград». Он расположен на Октябрьском острове, неподалёку от набережной реки Старая Преголя. Вместимость стадиона 35 тысяч мест. На стадионе прошли 4 матча группового этапа турнира, которые в общей сложности посетили 132 249 зрителей.

## Религия
Приходы Калининградской епархии РПЦ, расположенные в городе Калининграде, входят в Городское благочиние Калининградской епархии — крупнейшее из 5 благочиний области. В Калининграде насчитывается около 50 православных храмов и часовен, в том числе кафедральный храм — Храм Христа Спасителя. В 2010 г была произведена массовая передача зданий бывших лютеранских и католических церквей и старинных тевтонских замков в собственность РПЦ, с 2014 г финансирование содержания части переданного имущества возложено на бюджет.
В 1991 году в городе появился Исламский центр, который в 1993 году разделился на Религиозная организация мусульман Калининграда и общество татарской культуры «Туган тамыр».
К концу XX века практически полностью был восстановлен Кафедральный собор в Калининграде, в котором теперь расположен культурно-религиозный центр. Там можно услышать концерты духовной и органной музыки. В соборе установлены два органа, в том числе восстановленный по старым чертежам самый большой орган в Европе. В башнях собора расположены православная и лютеранская часовни, а также экспозиции, посвящённые истории острова Кнайпхоф, немецкому философу Иммануилу Канту и, собственно, Кафедральному собору. Кафедральный собор (первое упоминание относится к 1333 году) был главным храмом Кёнигсберга и сейчас является одной из главнейших достопримечательностей Калининграда.
Помимо Кафедрального собора в Калининграде сохранилось девять довоенных храмов. Юдиттен-кирха (ныне — православный Свято-Никольский собор) является самой старой постройкой, сохранившейся в Калининграде. Она была основана в XIII веке. Все остальные сохранившиеся бывшие храмы немецкого времени намного моложе и относятся к концу XIX — началу XX века.

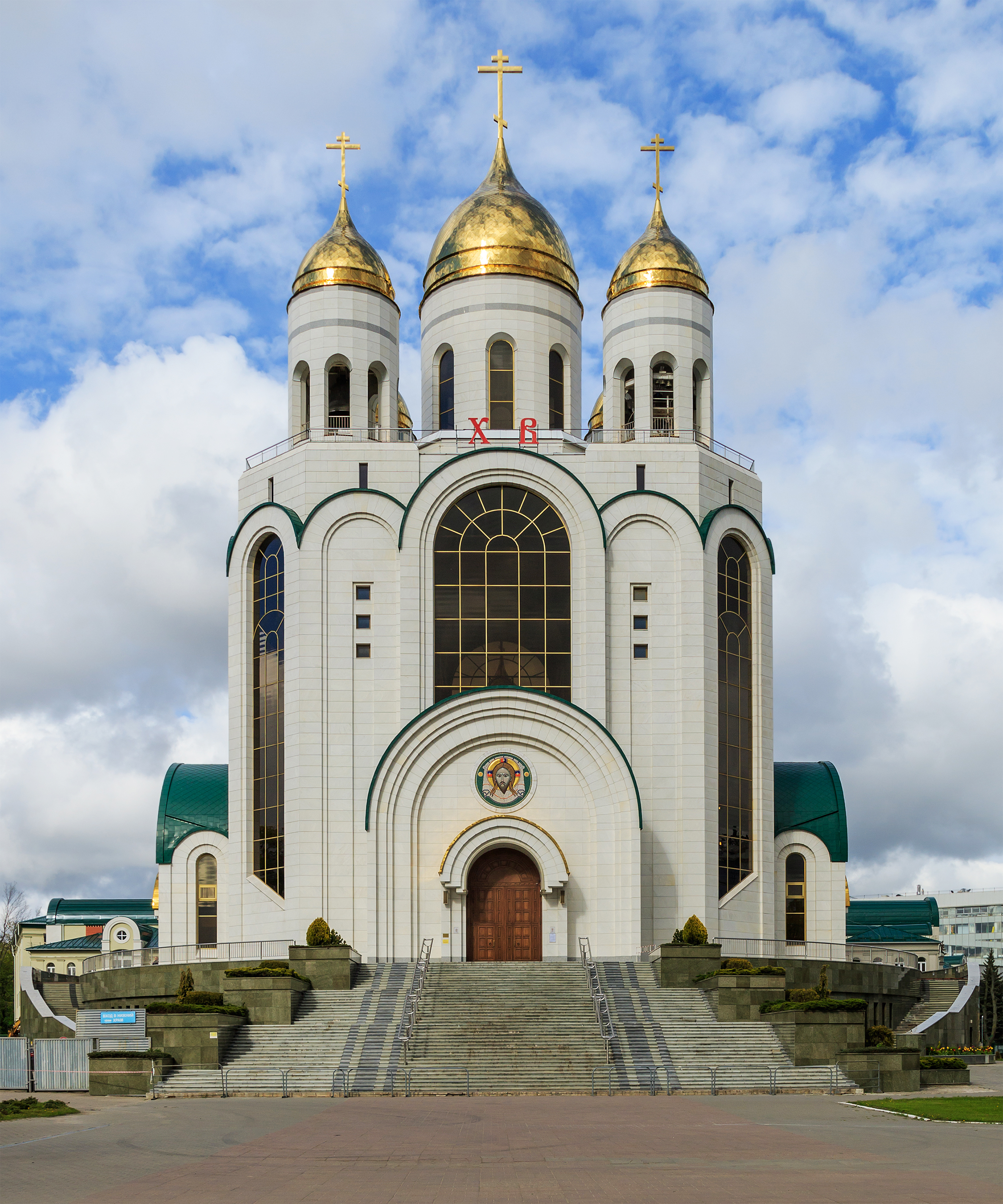
Храм Христа Спасителя
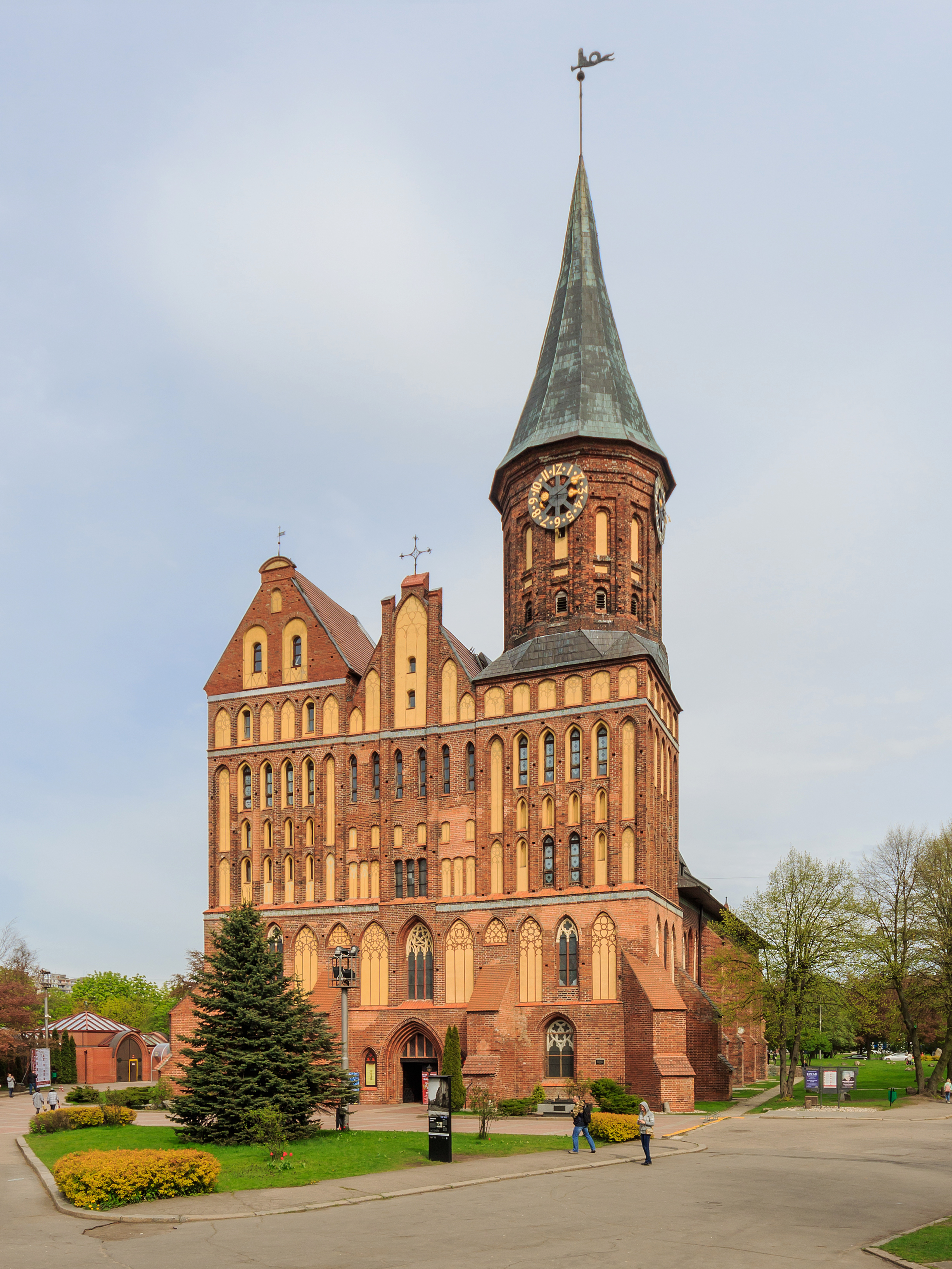
Кафедральный собор
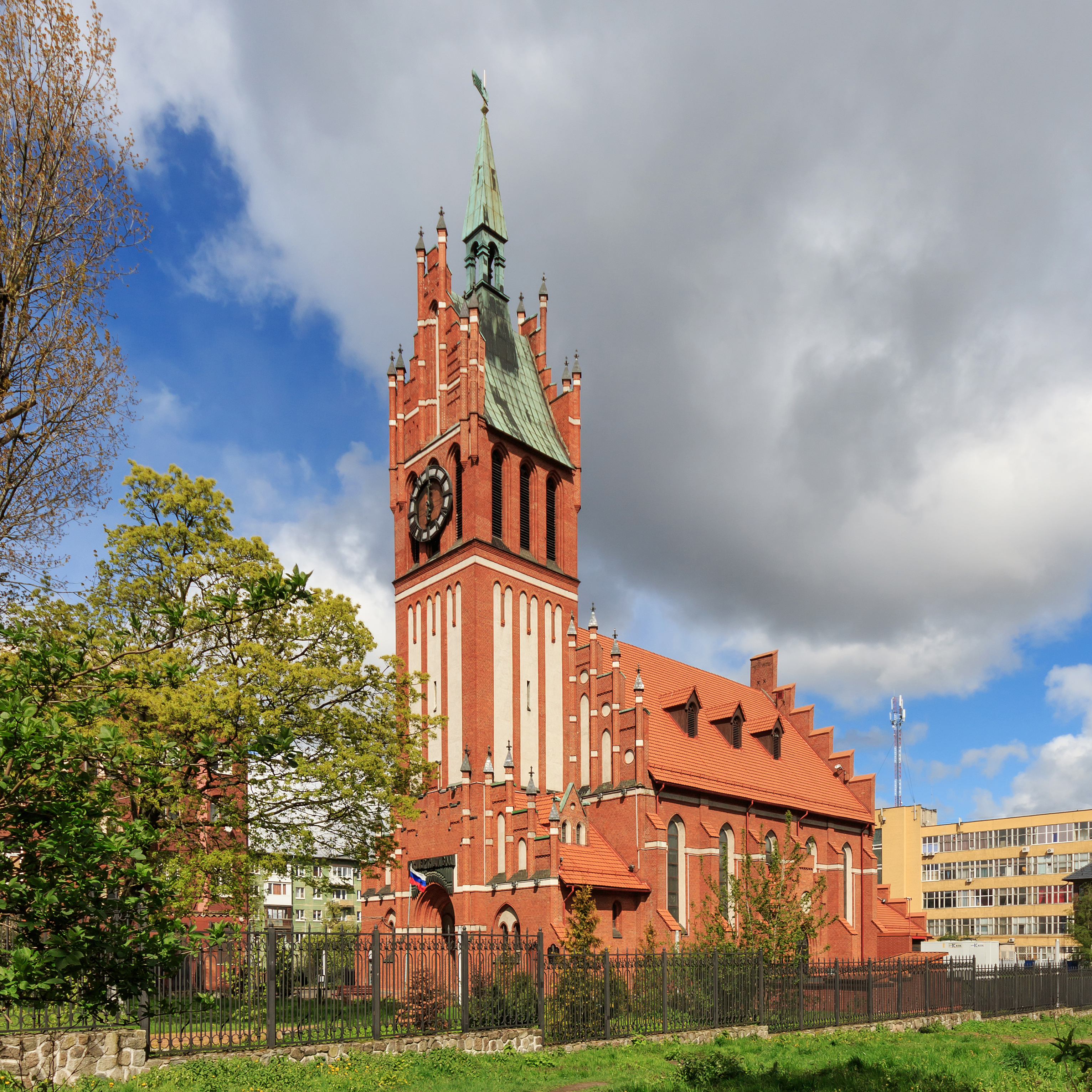
Органный зал областной филармонии (бывшая кирха Святого Семейства)
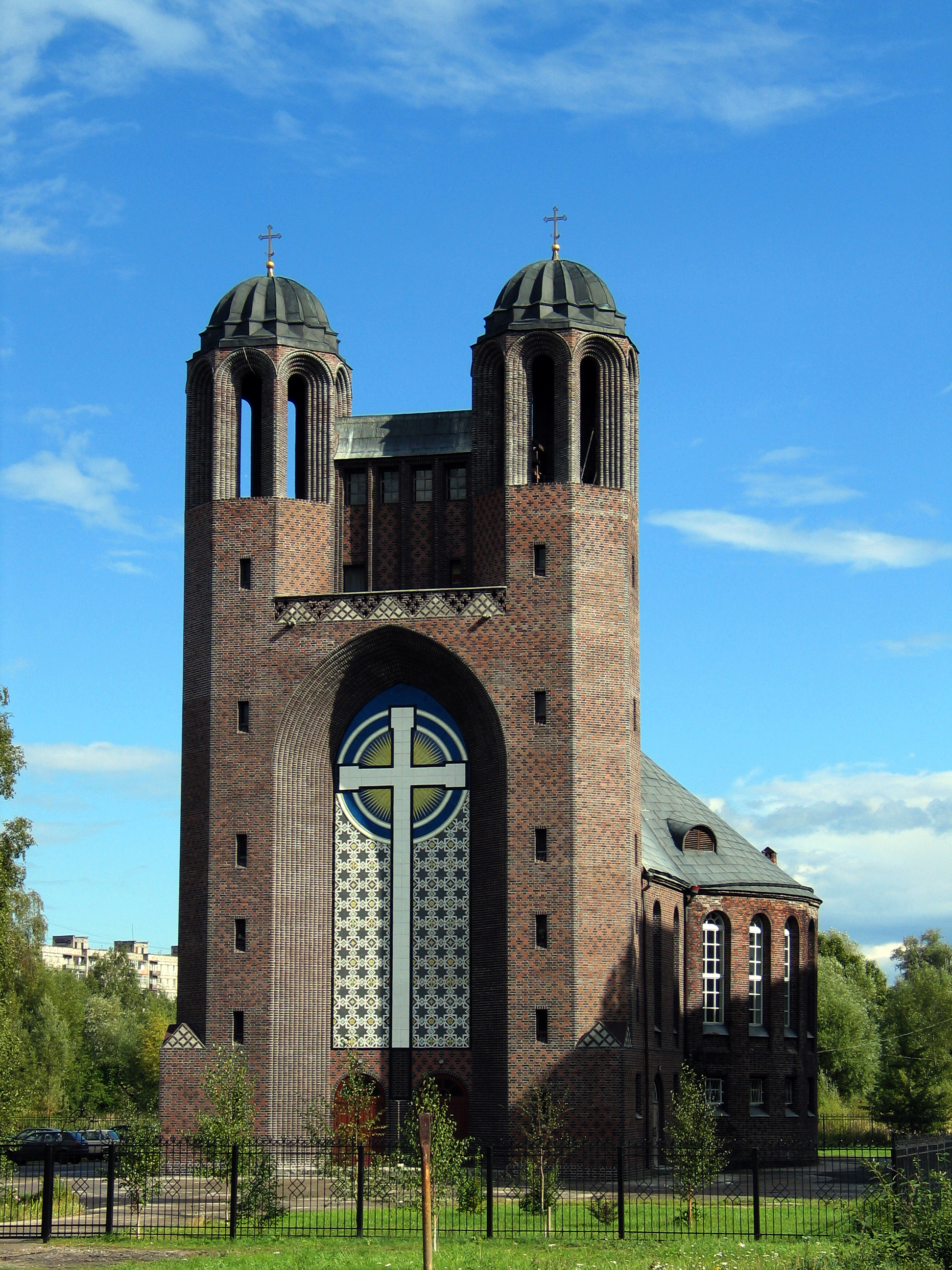
Крестовоздвиженский собор (бывшая кирха Креста)
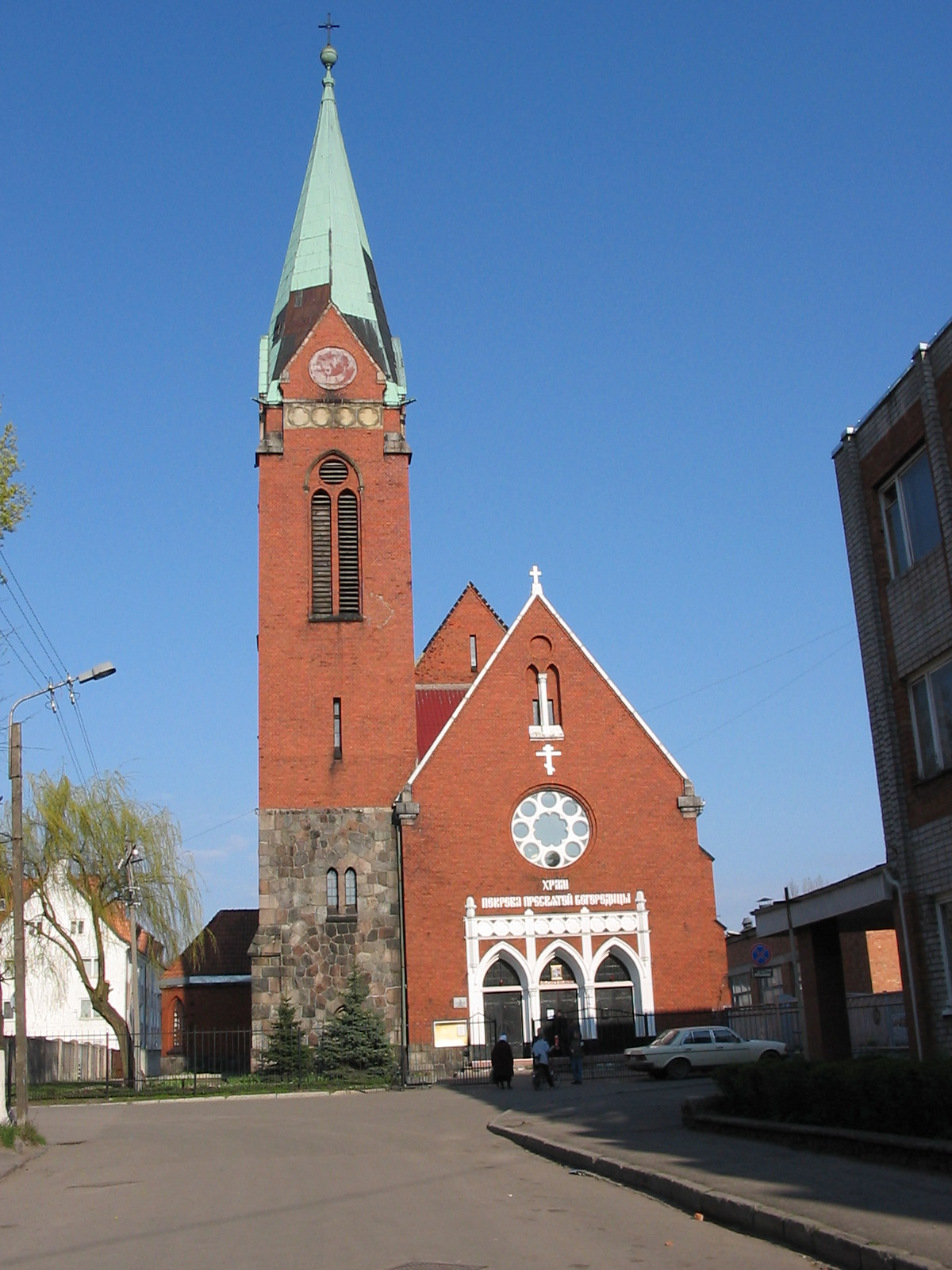
Храм Покрова Пресвятой Богородицы (бывшая кирха Розенау)
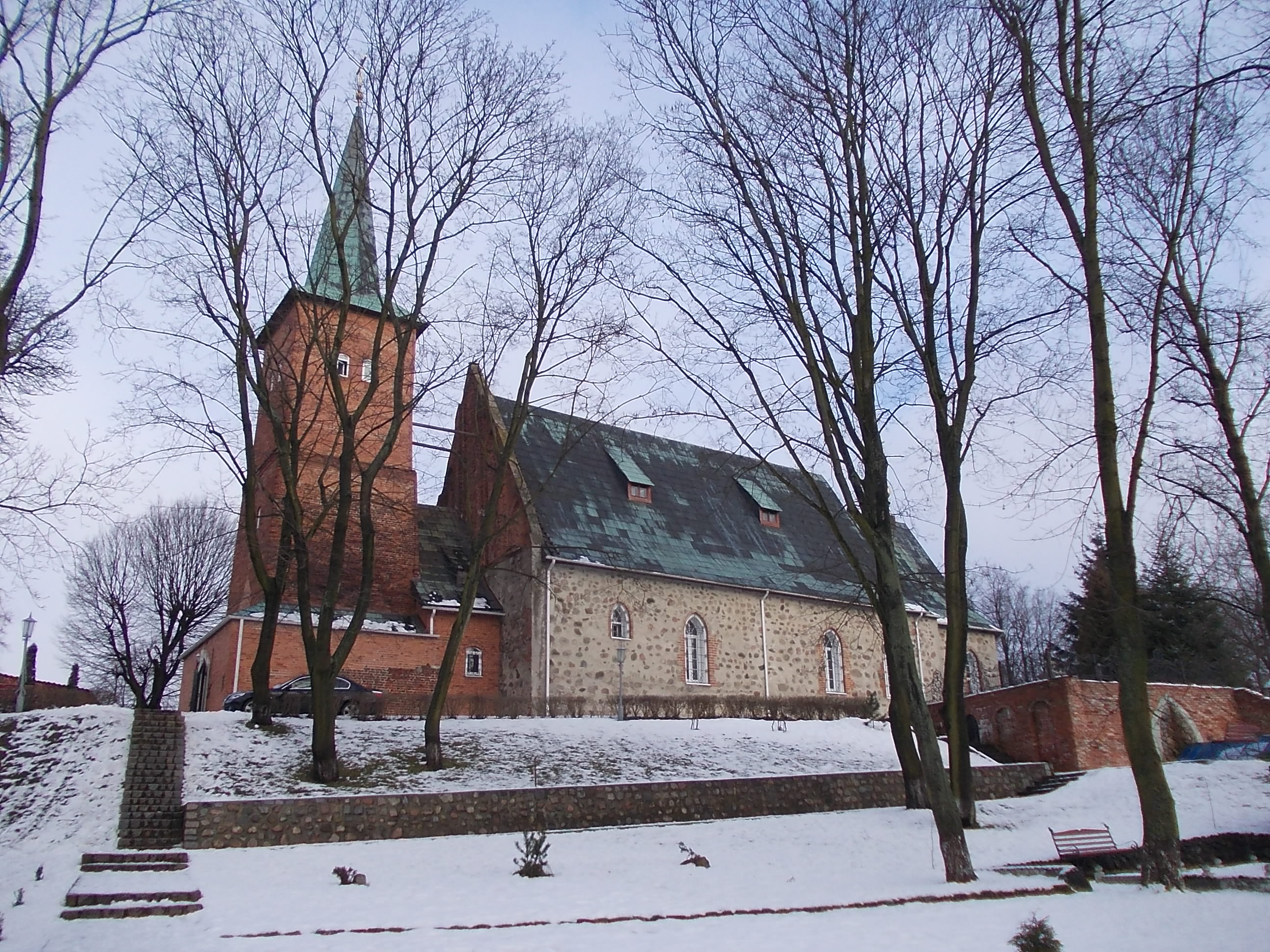
Свято-Никольский храм (бывшая Юдиттен-кирха)
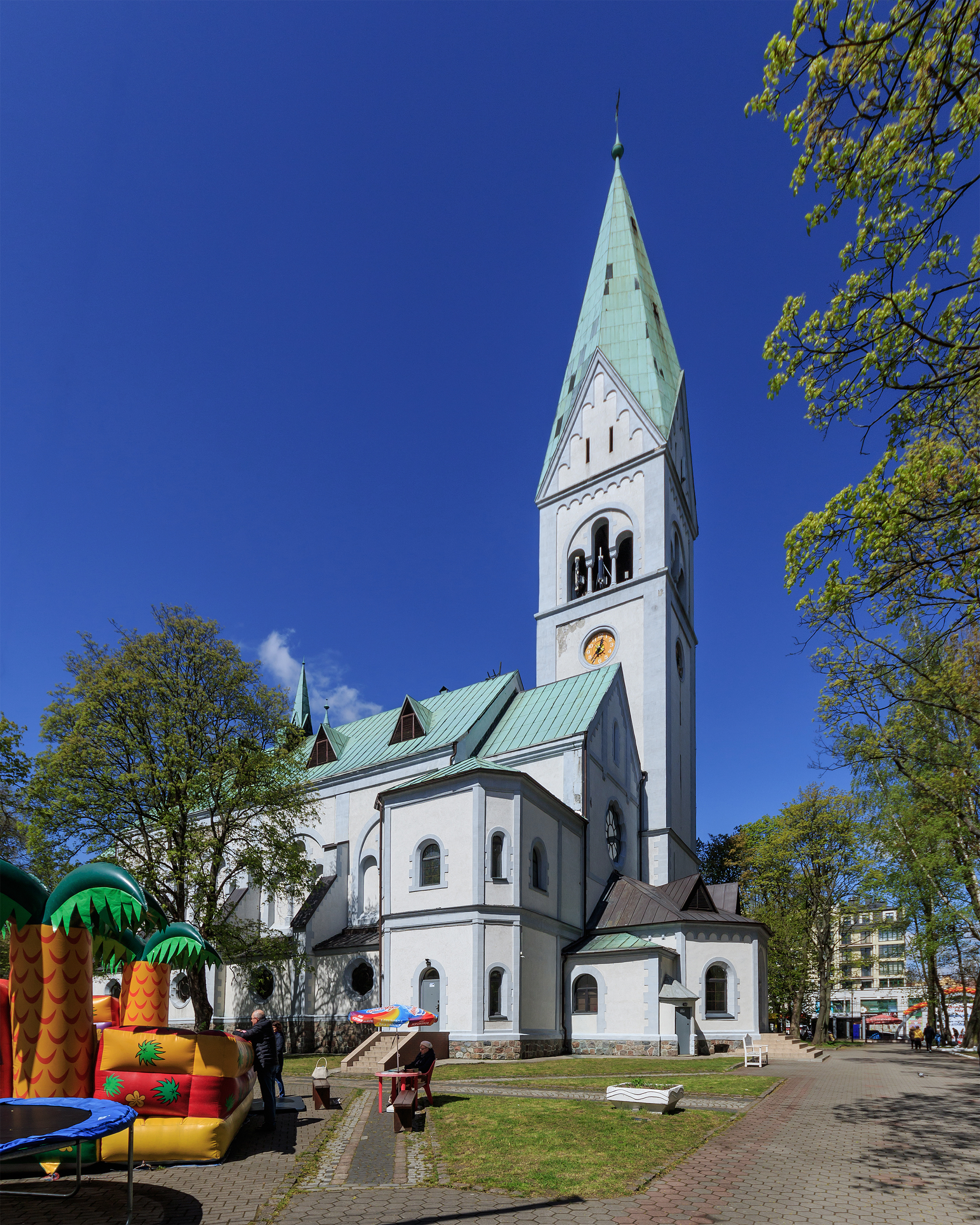
Областной театр кукол (бывшая кирха памяти королевы Луизы)

## Достопримечательности
Общий архитектурный облик города
Исторический центр города был разрушен в 1944—1945 годах. Можно выделить три этапа разрушения центра: массированные бомбардировки англо-американской авиацией в августе 1944 года; штурм города советскими войсками в апреле 1945 года; снос руин и части уцелевших зданий, начавшийся в первые послевоенные годы и продолжавшийся до середины 70-х годов.
Из 13 368 ранее существовавших жилых и общественных зданий и сооружений города на 1 ноября 1948 г. было разрушено 8355 зданий, что составляло 62,4 % к общей застройке города.
По состоянию на 1 ноября 1948 года меньше всего уцелело многоэтажных домов (7,2 %), но сохранилось 59 % коттеджей и 68 % двухэтажных зданий.
В результате, за редким исключением, в центре практически не сохранилось довоенных зданий. Уцелевшая немецкая застройка сохранилась ближе к окраинам, в районах Амалиенау (район улиц Лесопарковой, Яналова, Проспекта Мира), Ратсхоф (район между проспектом Мира, улицами Энгельса и Воздушной), Марауненхоф (район ул. Тельмана), микрорайон Северная Гора.
Центр города застраивался пятиэтажными «хрущёвками», позднее — 8-10-этажными панельными домами. Самым заметным зданием, построенным в советский период, стал Дом Советов, разобранный в 2024 году.
В последней трети XX века отношение к немецкой архитектуре стало меняться, были отреставрированы некоторые сохранившиеся до того времени немецкие здания: церковь Св. Семейства (как концертный зал); кирха памяти королевы Луизы (как театр кукол); кёнигсбергская биржа (как Дворец культуры моряков). Позднее был отреставрирован Кафедральный собор, реконструирован (как крупный торговый центр) исторический Дом техники.
К юбилею города в 2005 году была проведена реконструкция площади Победы (бывшая Ганзейская площадь) — де-факто главной площади города. Воздвигнута Триумфальная колонна; рядом с площадью построен в 2006 году новый кафедральный собор — Храм Христа Спасителя; рядом с площадью построены торгово-развлекательные центры «Европа» и «Клевер-хаус» с гостиницей «Рэдиссон».
В 2007 году состоялся международный проектный семинар (Workshop) на тему «Перспективы развития центральной части города Калининграда», в ходе которого обсуждались различные варианты реконструкции исторического центра города, в том числе воссоздание довоенной застройки центральных кварталов (Альтштадт и Кнайпхоф) и строительство на старых фундаментах Кёнигсбергского замка. Итогом семинара стало консолидированное решение о проведении международного конкурса. В дальнейшем планируется восстановить «Парк Макса Ашманна».
В 2010 году с Калининграда был снят статус «исторического города», что облегчило условия для уничтожения исторической застройки.
В 2012 году было принято решение о запуске крупномасштабной программы восстановления исторического центра Калининграда под названием «Сердце города».
По состоянию на 2013 год, в Калининграде сохраняется 54,4 % от общего числа многоквартирных домов довоенной постройки. Кроме того, доля немецких вилл и особняков, рассчитанных на одну семью составляет 36,6 % от общего количества аналогичных индивидуальных отдельных строений. Доля улиц, мощённых брусчаткой составляет 13,2 %. Высказываются предположения о сохранившихся подземных сооружениях.
По состоянию на 2016 год продолжается строительство Рыбной деревни, квартала, застраиваемого в стилистике старого Кёнигсберга (в 2007 году закончилось строительство первой очереди).

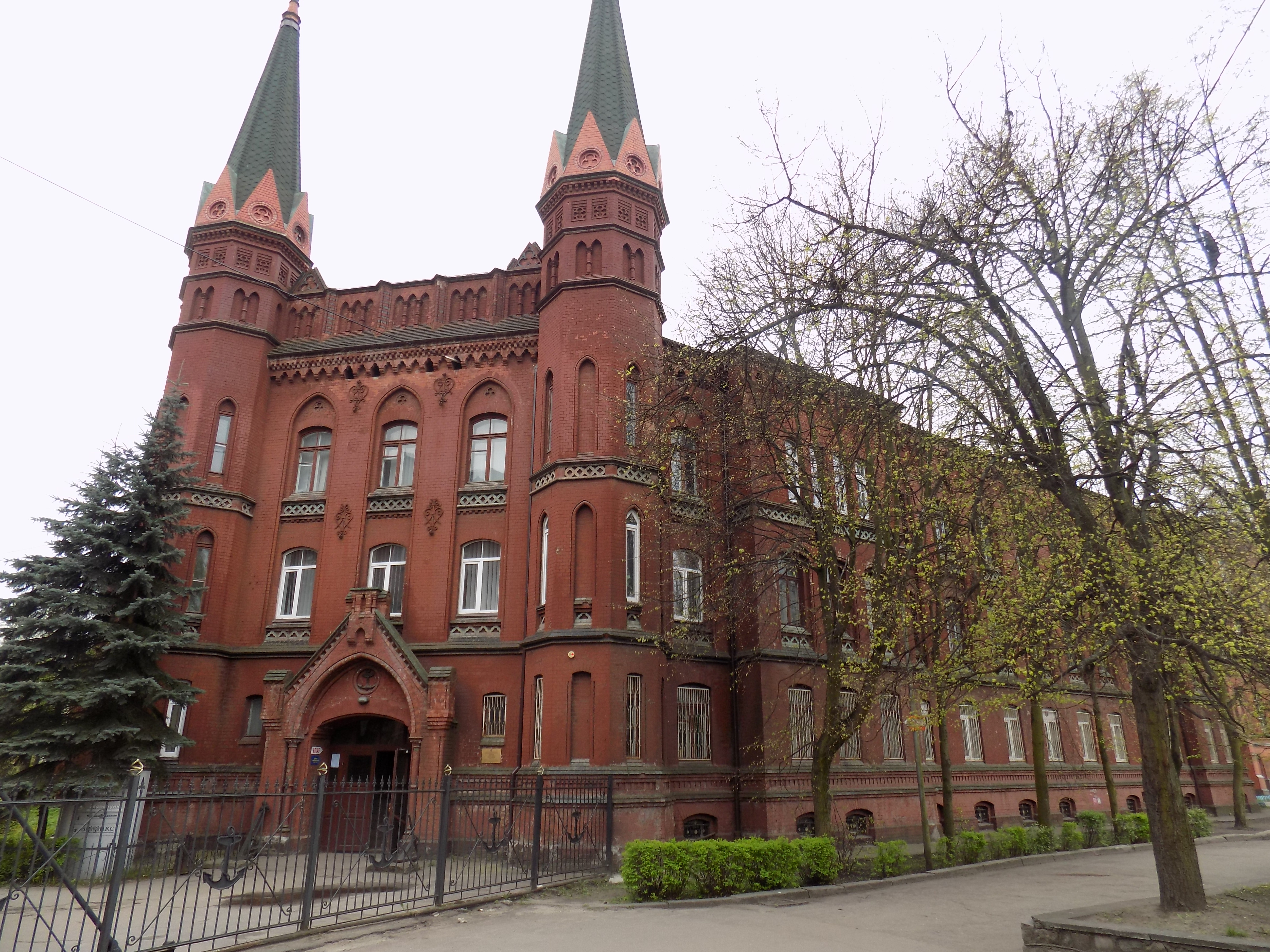
Калининградский морской рыбопромышленный колледж (бывший госпиталь святого Георгия)
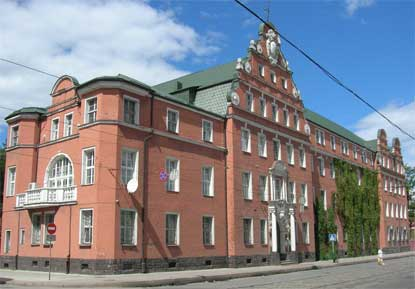
Здание Управления ФСБ. Бывший Полицайпрезидиум
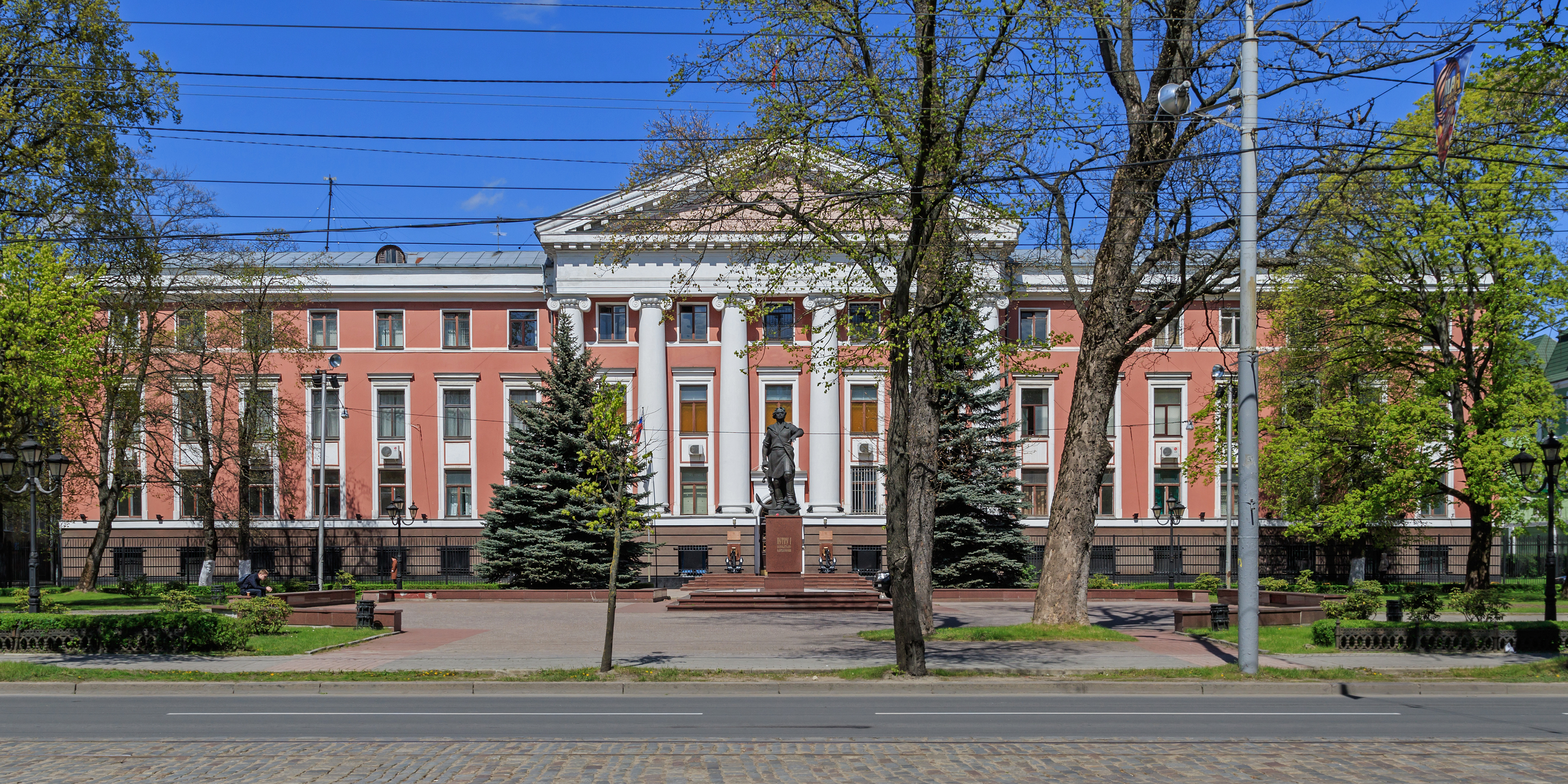
Штаб Балтийского флота (бывшая Имперская почтовая дирекция)
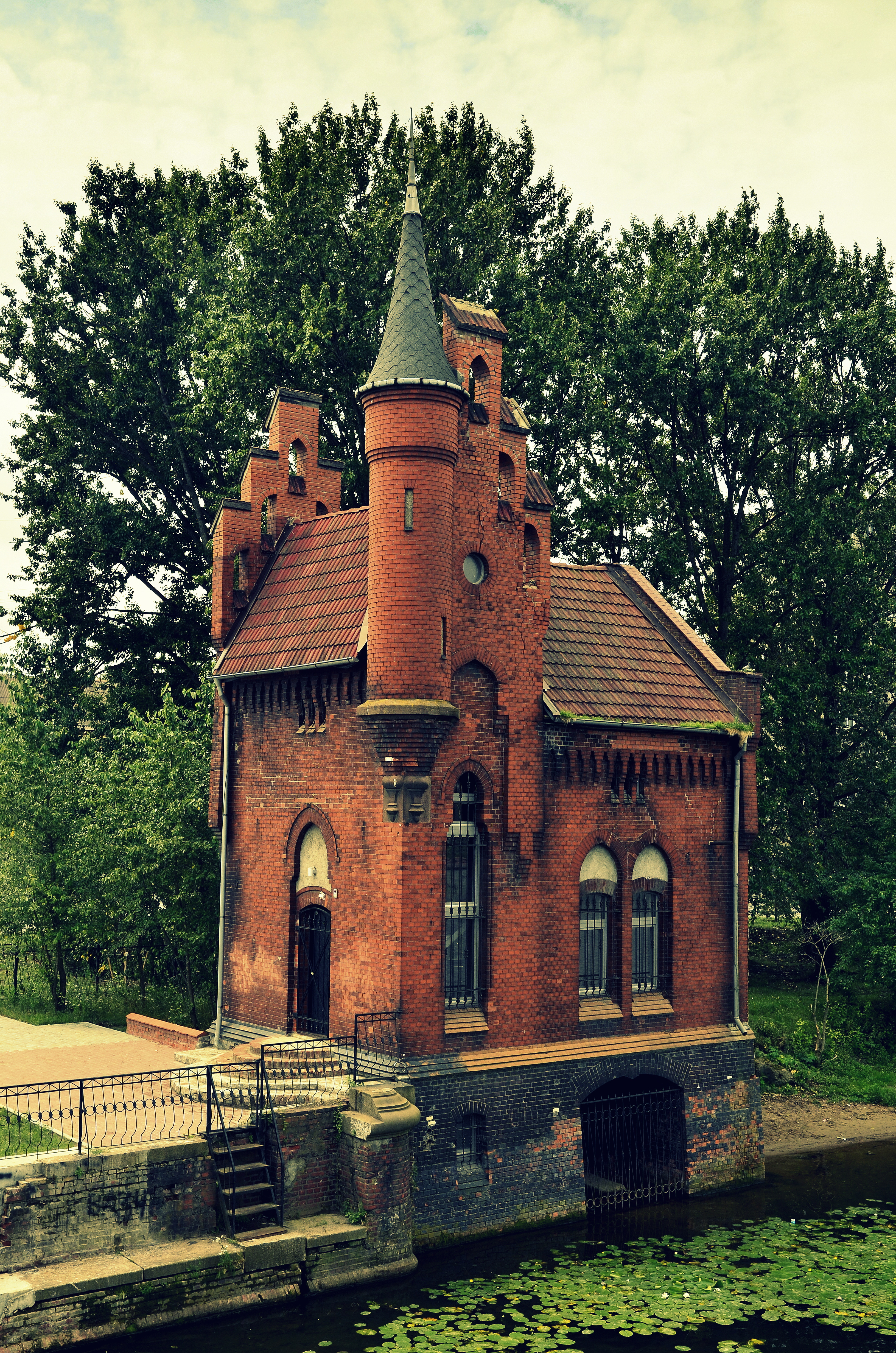
Здание для разводного механизма Высокого моста
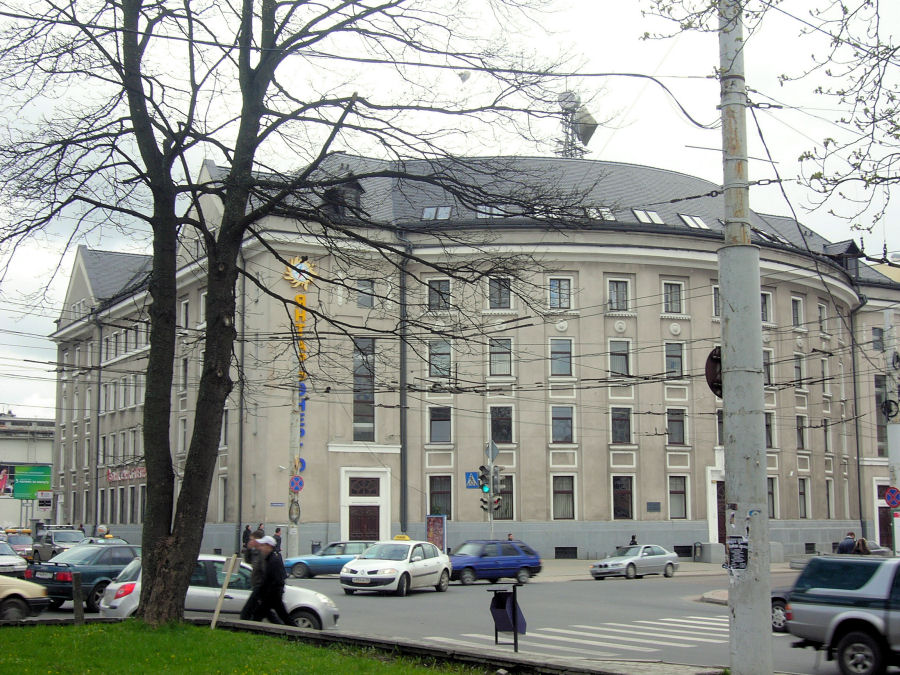
Здание «Янтарьэнерго» (бывшее Учреждение почтово-чековых расчётов)
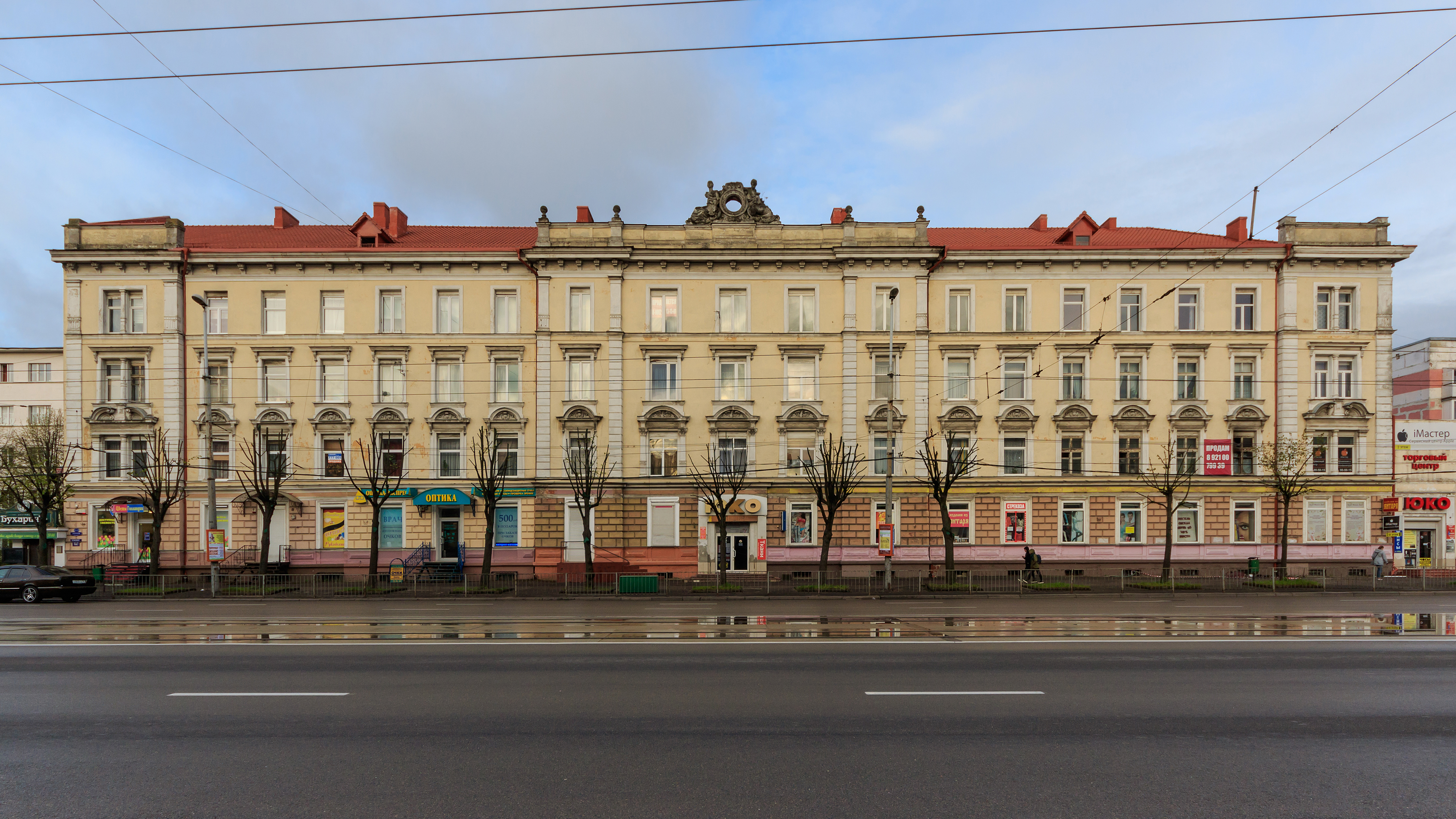
Жилое здание на Ленинском проспекте (бывшее Управление имперских железных дорог)
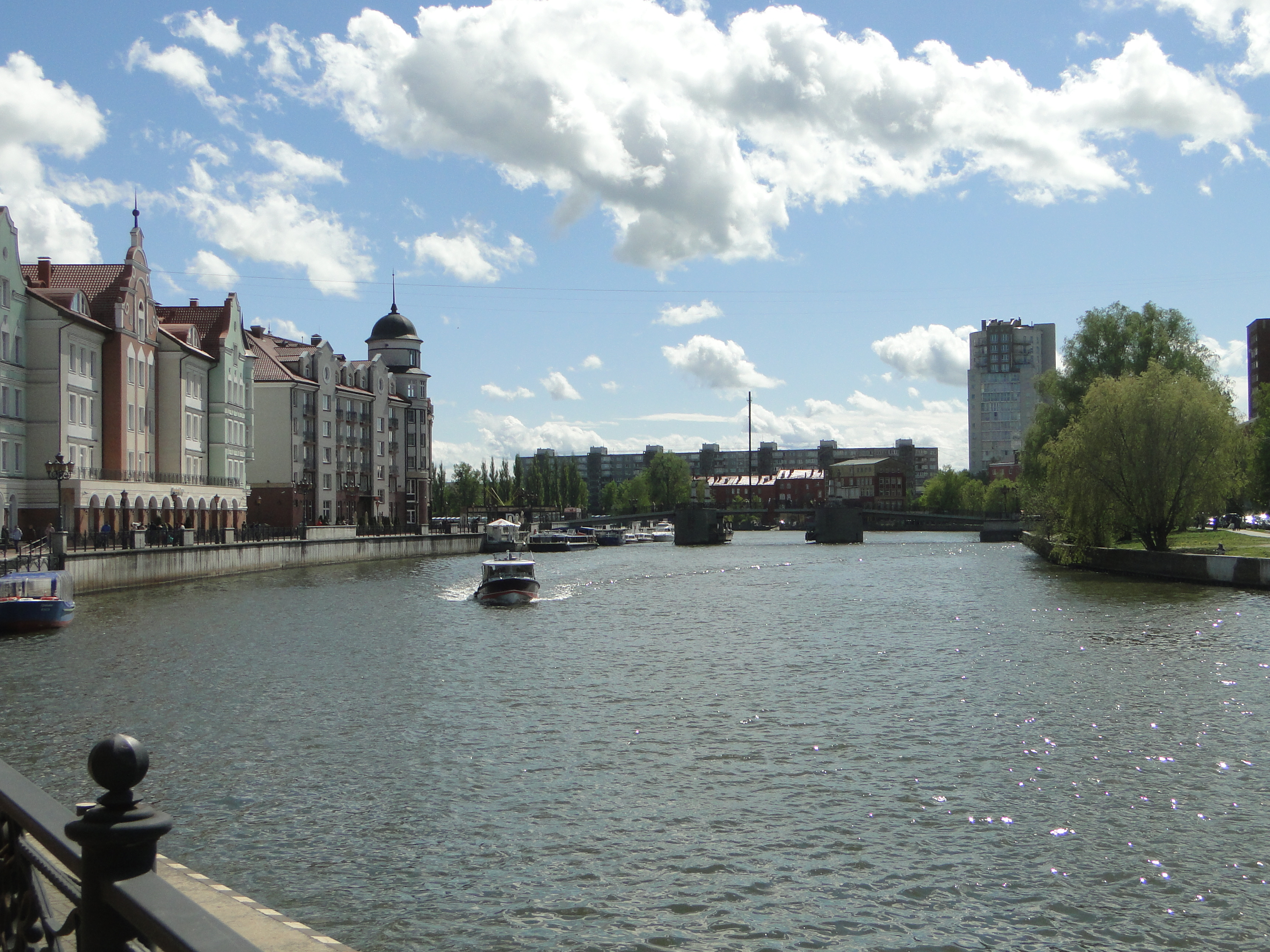
Река Преголя в Калининграде
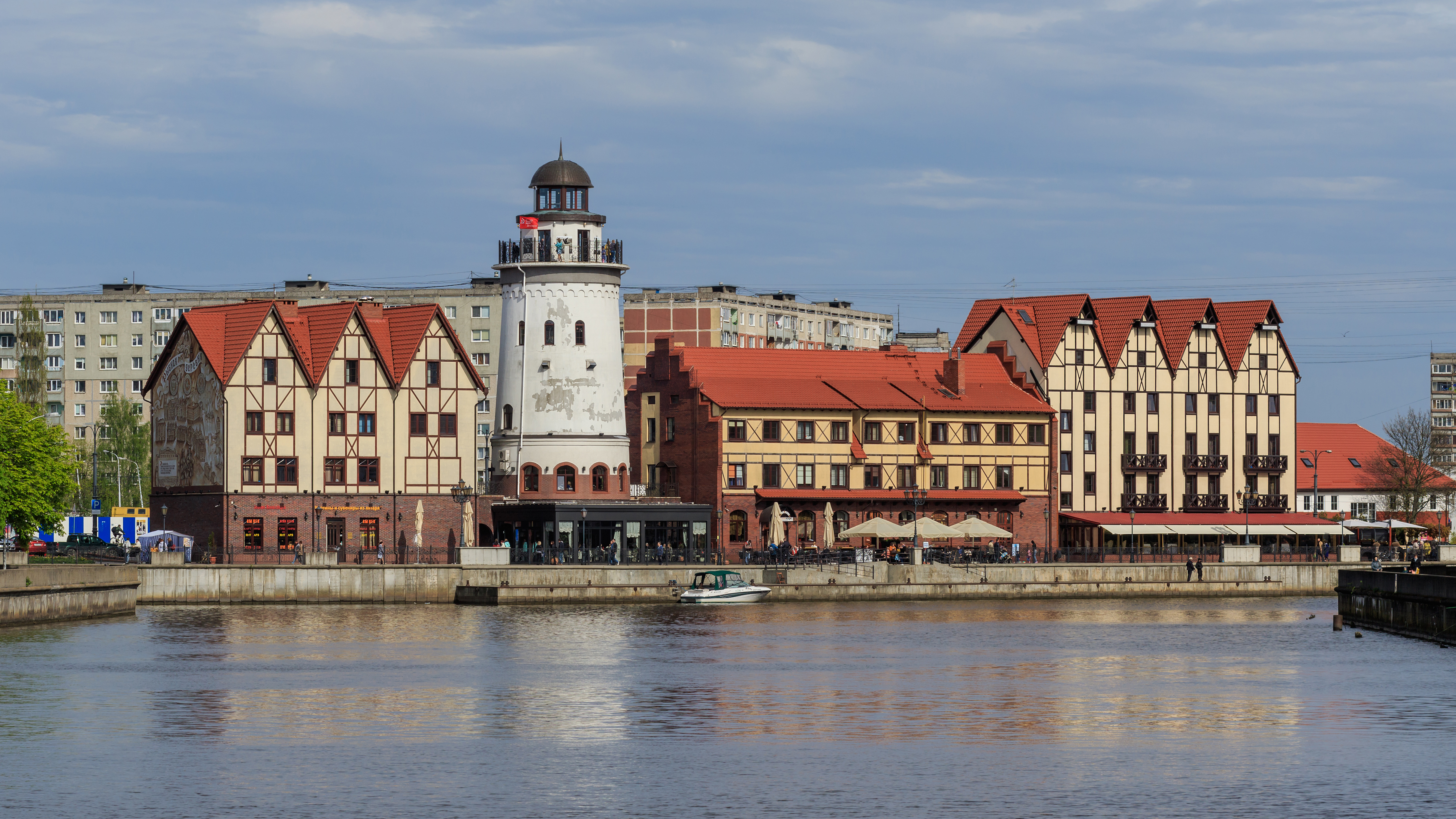
Квартал «Рыбная деревня» на берегу Преголи. Современная стилизация под старинные здания
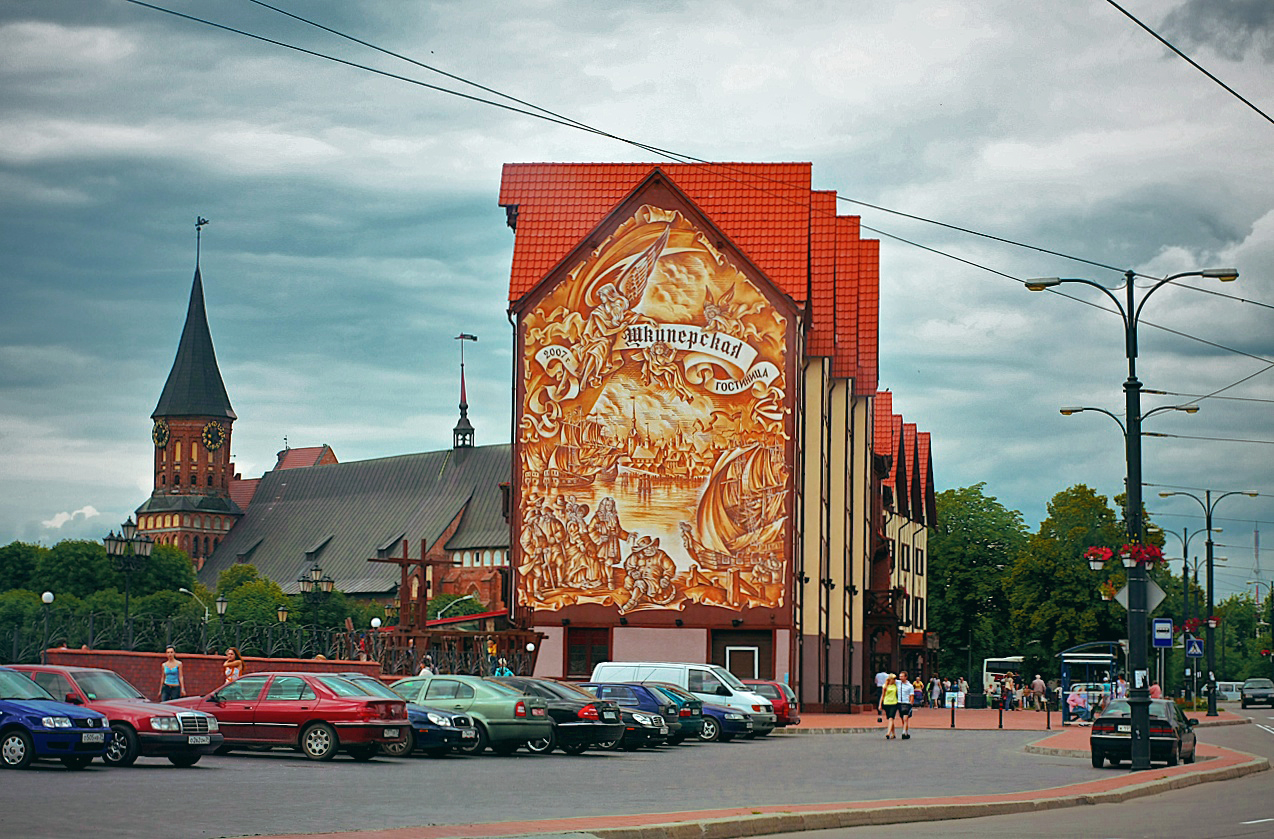
Информационный центр квартала «Рыбная деревня», на заднем плане слева — Кафедральный собор

### Фортификационные сооружения

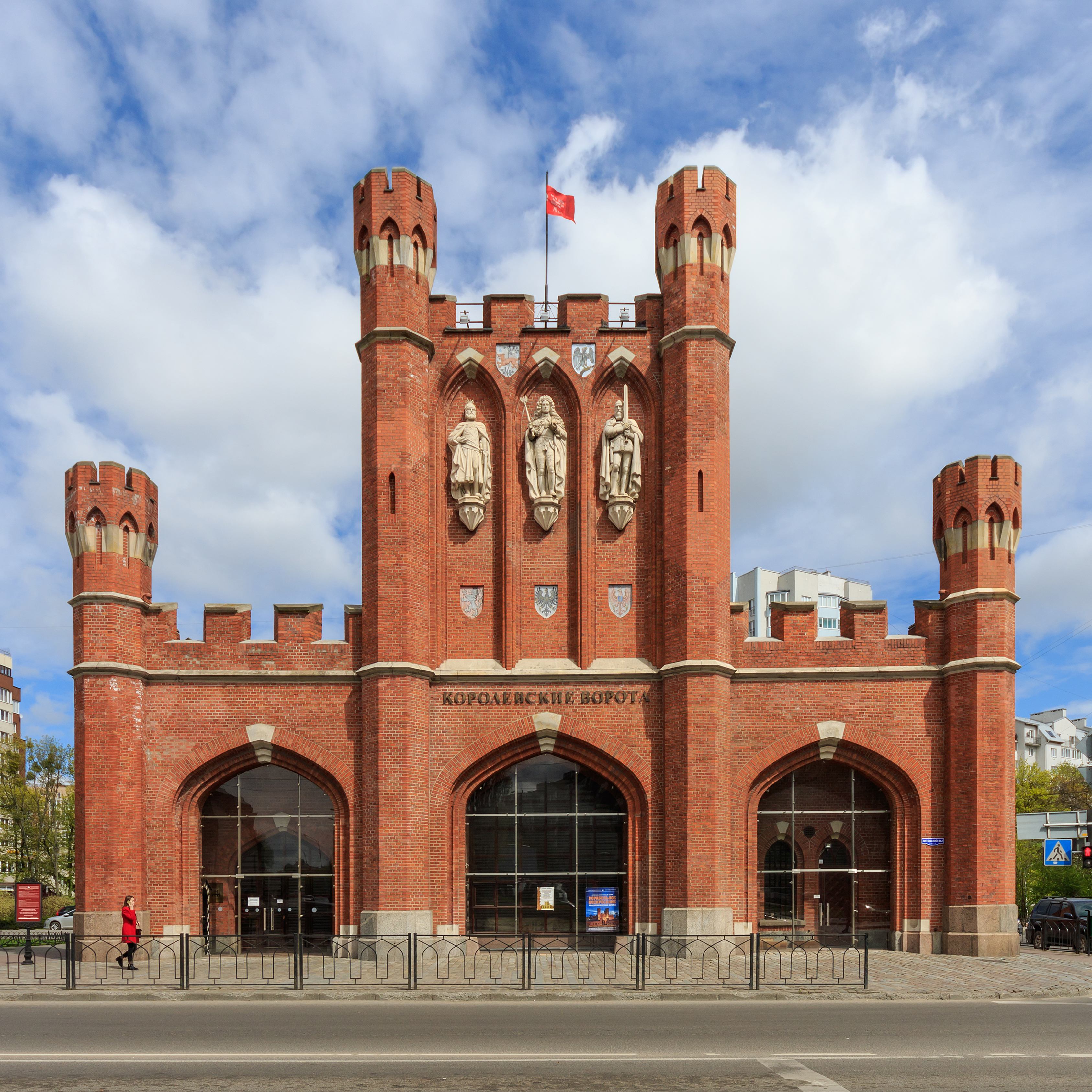
Королевские ворота

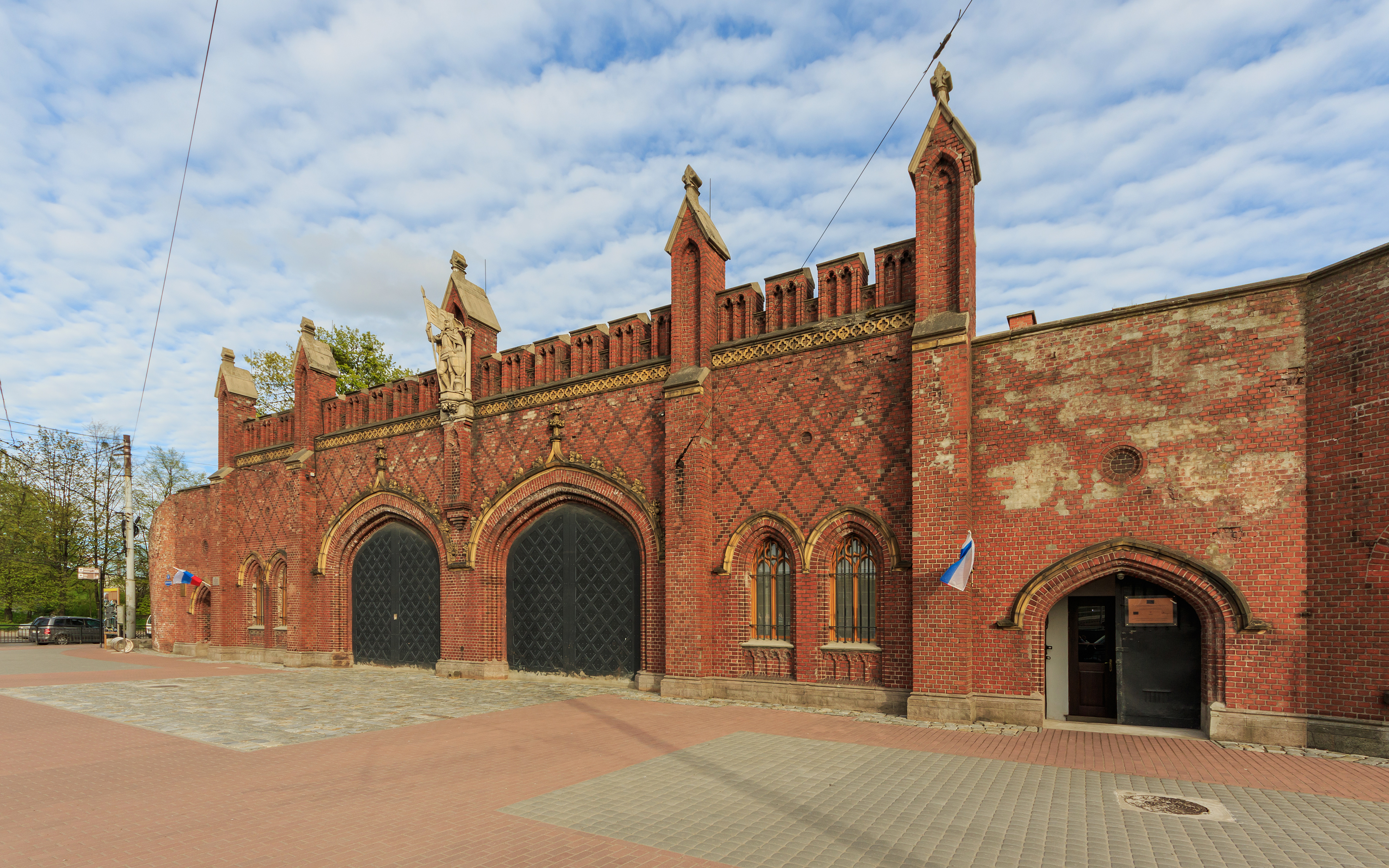
Фридландские ворота

Кёнигсберг был основан как замок и оставался городом-крепостью вплоть до конца Второй мировой войны. До наших дней сохранились элементы Второго вального обвода города, сооружённого в 1850-х годах, и кольца́ фортов — конец XIX века.
Наиболее известные сооружения Второго вального округа:
- семь неоготических городских ворот
- оборонительные башни «Врангель» и «Дона»
- оборонительная казарма «Кронпринц»
- Астрономический бастион — назван так из-за близости к бывшей обсерватории Бесселя.

Королевские ворота были символом 750-летнего юбилея города, отмечавшегося в 2005 году. Сейчас в них расположен музей. В башне «Дона» расположен музей янтаря. Помимо ворот, башен и казармы сохранилось несколько менее значимых элементов Второго вального обвода: редюиты, бастионы.
Сохранились все форты, но для посещения доступен Форт № 1 — Штайн и с сентября 2015 года форт № 11 «Дёнхофф». В будущем планируется создание музея в Форте № 3 — Король Фридрих-Вильгельм I. Форт № 5 — Король Фридрих-Вильгельм III — является филиалом Калининградского областного историко-художественного музея. На территории, окружающей форт, устроен военный мемориал в память о советских солдатах, погибших при его штурме. Рядом установлены советские пушки и Катюша.

### Основные памятники, установленные в городе

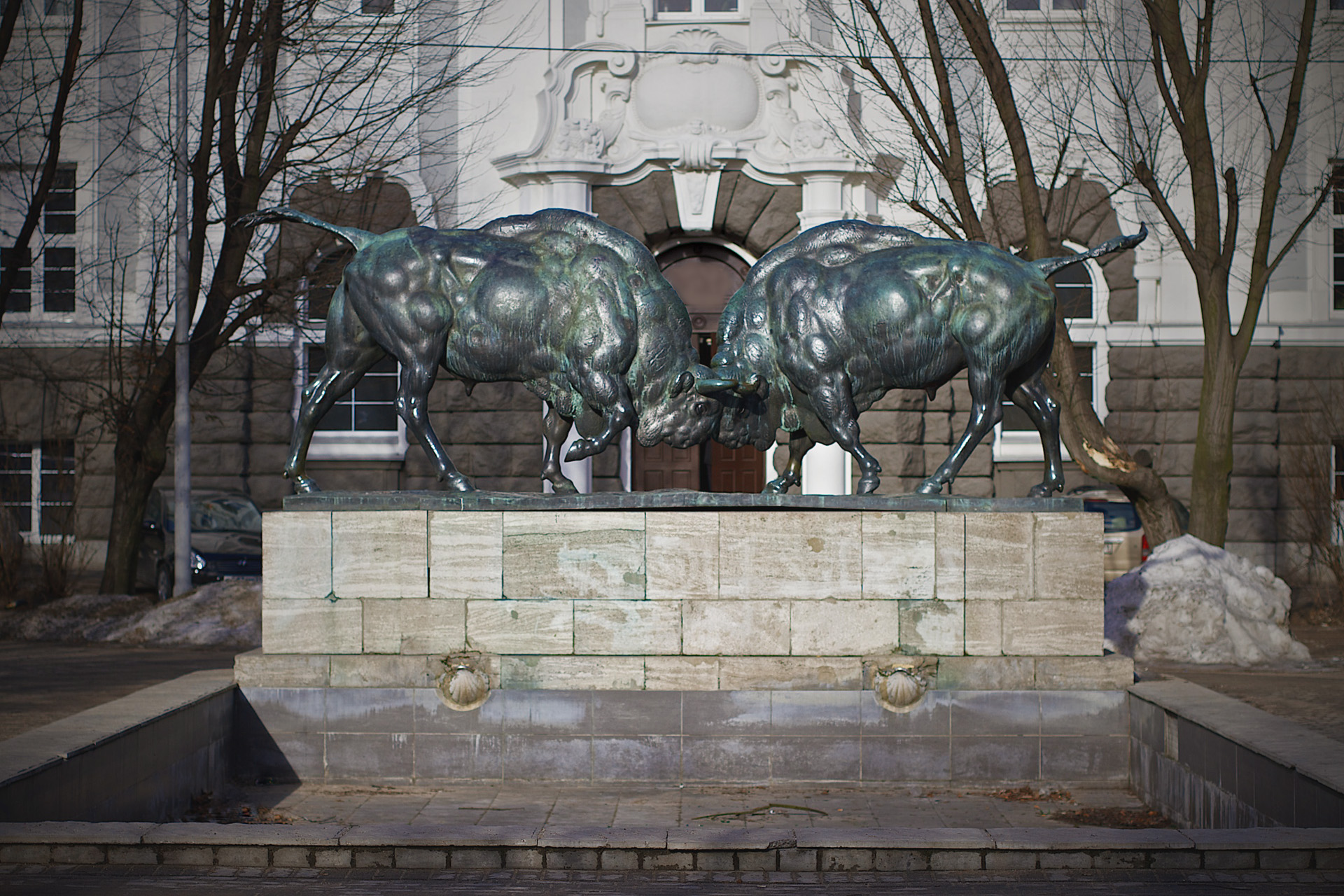
«Борющиеся зубры» Августа Гауля символизируют борьбу защитника и обвинителя в суде (на самом деле здание суда начали строить спустя несколько лет после появления памятника, а скульптура изготовлена в популярном тогда стиле анималистических сюжетов)

Триумфальная колонна с орденом «Победа» на площади Победы

- Среди утраченных числится памятник И. В. Сталину, стоявший в 1952−1958 годах на площади Победы (на его постаменте затем был установлен памятник В. И. Ленину), а с 1958 по 1962 год на улице Театральной (теперь на этом месте стоит монумент «Мать-Россия»)[153] (скульптор Вучетич Е. В.)
- Памятник Иммануилу Канту (1992, точная копия утраченной работы Христиана Рауха 1864 года)
- Памятник герцогу Альбрехту (2005, копия утраченного памятника скульптора Фридриха Ройша 1891 года)
- Памятник — Фонтан «Путти» (1908, скульптор Станислав Кауэр)
- Памятник Фридриху Шиллеру (1910, скульптор Станислав Кауэр)
- Скульптура «Борющиеся зубры» (1911, скульптор Август Гауль)
- Памятник 1200 гвардейцам (1945, руководитель проекта Ю. Микенас)
- Памятник В. И. Ленину (1958, скульптор В. Б. Топуридзе)
- Памятник М. И. Калинину (1959, скульптор Б. В. Едунов)
- Монумент «Мать-Россия» (1974, скульптор Б. В. Едунов)
- Монумент «Лётчикам Балтики» (1974, архитекторы В. М. Борисов, А. И. Гаранина, М. Т. Суслов)
- Памятный знак морякам-балтийцам (1978, скульптор В. В. Моргунов)
- Памятник рыбакам (1978, скульпторы М. М. Гершбург, М. Д. Дуниман) и памятник св. Николаю Чудотворцу перед ним (скульптор С. М. Исаков, открыт в 2010[154])
- Памятный знак «Космонавтам-землякам» (1980, скульптор Б. В. Едунов)
- Памятный знак воинам-танкистам на улице Генерала Соммера (1980, архитекторы С. П. Мирошниченко и В. И. Якутин)
- Памятник лётчикам эскадрильи «Нормандия-Неман» (1984, перестроен в 2007, скульптор Олег Сальников)
- Памятный знак героям-комсомольцам, погибшим при штурме Кёнигсберга, в Южном парке (1988, скульпторы А. Н. Костанов, Л. Г. Пономарёва)
- Памятник Александру Пушкину (1993, скульптор М. К. Аникушин)
- Памятник М. И. Кутузову (1995, скульптор М. К. Аникушин)
- Памятник воинам-интернационалистам (1998, скульптор Л. Г. Пономарёва)
- Памятник Маршалу Василевскому (2000, скульптор В. Дронов, архитектор И. Василевский — сын маршала)
- Памятник А. И. Маринеско (2001, скульптор Фёдор Мороз)
- Памятник императору Петру I (2003, скульптор Л. Е. Кербель)
- Памятник Франциску Скорине (2004, скульптор Анатолий Артёмович)
- Памятник Людвигу Резе (2005, скульптор Арунас Сакалаускас)
- Памятник Николаю Копернику (2005, скульптор Ксаверий Дуниковский, дар Польши)[155]
- Триумфальная колонна (2005, завершена установкой навершия в 2013 году)[156]
- Памятник В. С. Высоцкому (2006)
- Памятник сказочному барону Мюнхгаузену (2006, скульптор Георг Петау)
- Боцман, девушка и чайка в Рыбной деревне (2007)
- Памятник Фредерику Шопену (2010, скульптор Адам Роман)[157]
- Мемориальный знак «Ликвидаторам последствий атомных катастроф» в сквере рядом с Астрономическим бастионом (открыт 26 апреля 2011 года, открытие было приурочено к 25-летию аварии на ЧАЭС)[158]
- Памятник Кёнигсбергскому коту в воротах Крепости Фридрихсбург (2011, скульптор Людмила Богатова)
- Жанровая скульптура коту-охотнику в сквере напротив Центрального парка (2012, скульптор Андрей Шевцов)
- Парк скульптуры на острове у Кафедрального собора (более 20 скульптур)
- Памятный знак в честь участников восстановления и развития Калининграда и области. Открыт в парке «Центральный» в декабре 2012 года[159]
- Памятник советским разведчикам. Открыт в июле 2013 года[160]
- Часовня памяти (2013)[161]
- Памятник Героям Первой мировой войны (2014, скульптор Салават Щербаков)[162]
- Памятник Александру Невскому (2018, авторы Вадим Цыганов[163] и Андрей Следков)
- Памятник Ф. М. Достоевскому в сквере у Областного драматического театра (2021, автор Андрей Следков)[164]

### Парки
- Центральный парк культуры и отдыха
- Парк культуры и отдыха Юность
- Южный парк
- Парк скульптур
- Зоопарк
- Ботанический сад
- Парк Победы
- Балтийский парк

Не имеют официального статуса:
- Парк Макса Ашманна
- Ратсхоф
- Народный сад
- Ялтинский парк
- Королевский сад
- Парк Миниатюр архитектурных шедевров России

## Почётные граждане
По состоянию на 18 апреля 2018 года звание «Почётный гражданин города Калининграда» присвоено пятидесяти семи гражданам, в числе которых:

| 1. Беляев, Павел Иванович, 2. Леонов, Алексей Архипович, 3. Белобородов, Афанасий Павлантьевич, 4. Викторенко, Александр Степанович, 5. Романенко, Юрий Викторович, 6. Яновский, Пётр Григорьевич, 7. Корецкий, Семён Исаакович, 8. Денисов, Виктор Васильевич, 9. Алексеев, Иван Иванович, 10. Белогова, Полина Семёновна, 11. Егоров, Владимир Григорьевич, 12. Шейнин, Владимир Саулович, 13. Шор, Лев Моисеевич, 14. Дурнева, Нина Николаевна, 15. Чагин, Пётр Афанасьевич, 16. Михайлов, Аркадий Евгеньевич, 17. Осиян, Василий Ананьевич, 18. Лапидус, Виктор Львович, 19. Носаль, Григорий Арсентьевич, 20. Шпитальник, Волик Мордухович, 21. Изофатова, Нина Митрофановна, 22. Исаев, Георгий Николаевич, 23. Ольхов, Григорий Кириллович, 24. Замятин, Юрий Иванович, 25. Устименко, Борис Капитонович, 26. Шатрова, Алла Михайловна, 27. Ильин, Александр Григорьевич, 28. Щербаков, Дмитрий Иванович, 29. Студинский, Александр Иосифович, 30. Каджоян, Юрий Степанович, 31. Груничева, Татьяна Павловна, 32. Савенко, Юрий Алексеевич, 33. Кубасов, Валерий Николаевич, 34. Бранд, Вэнс Де Во 35. Стаффорд, Томас Пэттен, 36. Реутович, Ирина Владимировна, 37. Кирилл (Патриарх Московский и всея Руси), 38. Бокарева, Галина Александровна, 39. Сивкова, Светлана Геннадьевна, 40. Путина, Людмила Александровна, 41. Кравцов, Иван Иванович, 42. Свистунов, Владимир Николаевич, 43. Мелехова, Капитолина Николаевна, 44. Матвеев, Александр Степанович, 45. Цуранов, Владимир Александрович, 46. Нетреба, Михаил Павлович, 47. Мухин, Евгений Ильич, 48. Фельдман, Аркадий Айзикович, 49. Одинцов, Игорь Александрович, 50. Гришковец, Евгений Валерьевич, 51. Коломенский, Геннадий Васильевич, 52. Газманов, Олег Михайлович, 53. Кабанчук, Нина Августовна. Красноярск (Россия) Омск (Россия) Самара (Россия) Северодвинск (Россия) Ярославль (Россия) Ереван (Армения) Минск (Беларусь) Гомель (Беларусь) Брест (Беларусь) Гродно (Беларусь) Барановичи (Беларусь) Дятлово (Беларусь) Берлин-Лихтенберг (Германия) Киль (Германия) Росток (Германия) Бремерхафен (Германия) Цайц (Германия) Потсдам (Германия) Боденвердер (Германия) Ольборг (Дания) Фюн (Дания) Форли (Италия) Кальяри (Италия) Катания (Италия) Шербур (Франция) Патры (Греция) Скопье (Северная Македония), Гронинген (Нидерланды) Кальмар (Швеция) Гуюань Нинся (Китай) Далянь (Китай) |

В 2022 году ряд городов прекратили сотрудничество с Калининградом из-за вторжения России на Украину
- Ольштын (Польша, до 2022)
- Гданьск (Польша, до 2022)[177]
- Белосток (Польша, до 2022)
- Торунь (Польша, до 2022)
- Эльблонг (Польша, до 2022)
- Гдыня (Польша, до 2022)
- Лодзь (Польша, до 2022)
- Норфолк (США, до 2022)
- Паневежис (Литва, до 2022)
- Зволле (Нидерланды, до 2022)
- Рацибуж (Польша, до 2022)

 Вильнюс (Литва)
 Каунас (Литва)
 Клайпеда (Литва)
 Шяуляй (Литва)
 Забже (Польша)
 Мальмё (Швеция)
 Повят Кентшиньски (Польша)
 Турку (Финляндия)